# KTM-19
KTM-19（ロシア語: КТМ-19）は、ロシア連邦の輸送用機器メーカーであるウスチ＝カタフスキー車両製造工場が製造した路面電車車両。ループ線が存在する路線向けに設計が行われたボギー車で、71-619という車両番号も有する。
1990年代末期から2010年代前半まで長期に渡って製造され、その中で車体構造や電気機器が異なる複数のバリエーションが展開された。この項目では、以下の4形式を中心に解説する。また、形式名の記載については車両番号（71-619等）を用いる。
- 71-619 - 電機子チョッパ制御方式に対応した電気機器を有する試作車。
- 71-619K - 抵抗制御方式に対応した電気機器を有する量産車。
- 71-619KT -回生ブレーキを搭載した抵抗制御方式の量産車。
- 71-619A - VVVFインバータ制御方式に対応した電気機器を有する量産車。

## 71-619

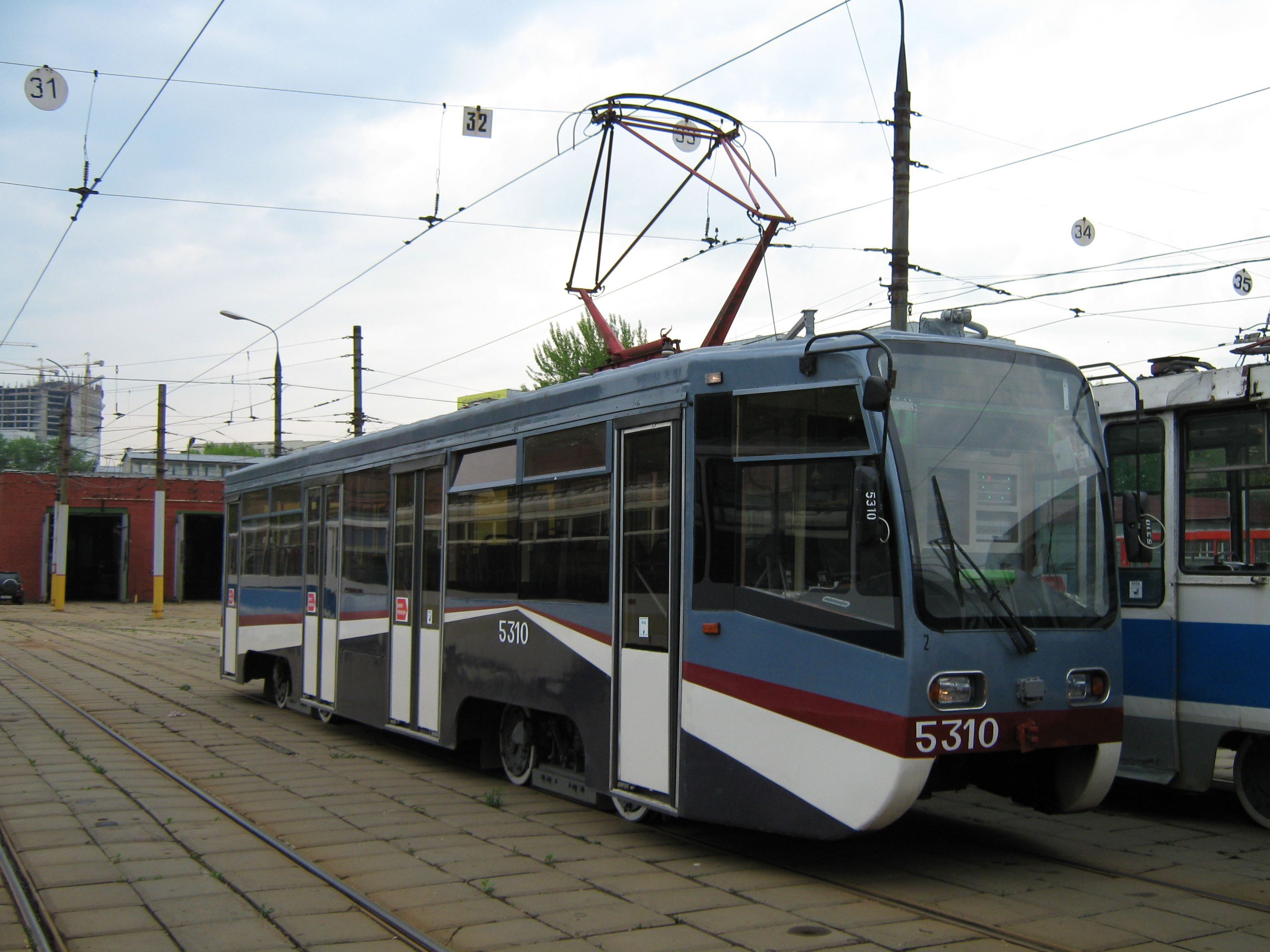
KTMA（モスクワ）

### 開発までの経緯
1992年のソビエト連邦の崩壊直後、ロシア連邦に本社を置く各地の大規模機械メーカーに対して他国企業との共同事業が認可された。それを受け、ソ連時代から路面電車車両の製造を手掛けていたウスチ＝カタフスキー車両製造工場も、同国のディナモ工場ディナモに加えてドイツのシーメンス、デュワグと業務提携を結び、空気ばねを用いた台車やプラグドア方式の乗降扉などの新技術を多数採用したKTM-16（71-616）を1995年に2両試作した。だが、海外製の部品を導入した事により製造・購入費用が高額となるという課題があり、量産は行われなかった。そこで、国内製の機器の割合を高め、費用を抑えた新型路面電車車両として開発されたのが71-619である。

### 概要・運用
片側に流線形の前面を有するボギー車で車体デザインは71-616に準拠しており、右側面4箇所にプラグドア式の乗降扉を有し、総括制御による連結運転も可能な構造であった。電気機器もサイリスタ位相制御に対応したものが搭載されていたが、71-616が海外製（シーメンス製）であった一方、71-619はロシア連邦・モスクワのクロスナモーター（ЗАО "КРОСНА-ЭЛЕКТРА"）が開発した主電動機「MRK-1」（МРК-1）やサンクトペテルブルクのラジオポール（Радиопри бор）製の制御装置（サイリスタ位相制御方式）が採用され、機器の国有化が図られた。制動装置は発電ブレーキ、ドラムブレーキ、電磁吸着ブレーキが用いられた。
1998年から1999年にかけて2両が製造され、チェリャビンスク市電に導入された1両は71-616と同様に強制換気・暖房機能を有する空調装置が搭載され側窓が固定式となっていた一方、モスクワ市電向けの1両は空調装置が搭載されておらず、上部の小窓が開閉可能となっていた。両車とも導入後は営業運転に使用されたが、国内製電気機器の信頼性の低さにより故障が相次ぎ、早期に運用を離脱した。そのうちモスクワ市電向けの1両については2005年にツシノ技術工場（Тушинский машиностроительный завод）に修繕のため送られた後、2008年に路面電車修理工場（TRZ、ТРЗ）でモスクワのEPRO（ЭПРО）が製造した誘導電動機の搭載が行われ、形式名も「KTMA（КТМА）」に改められている。

## 71-619K

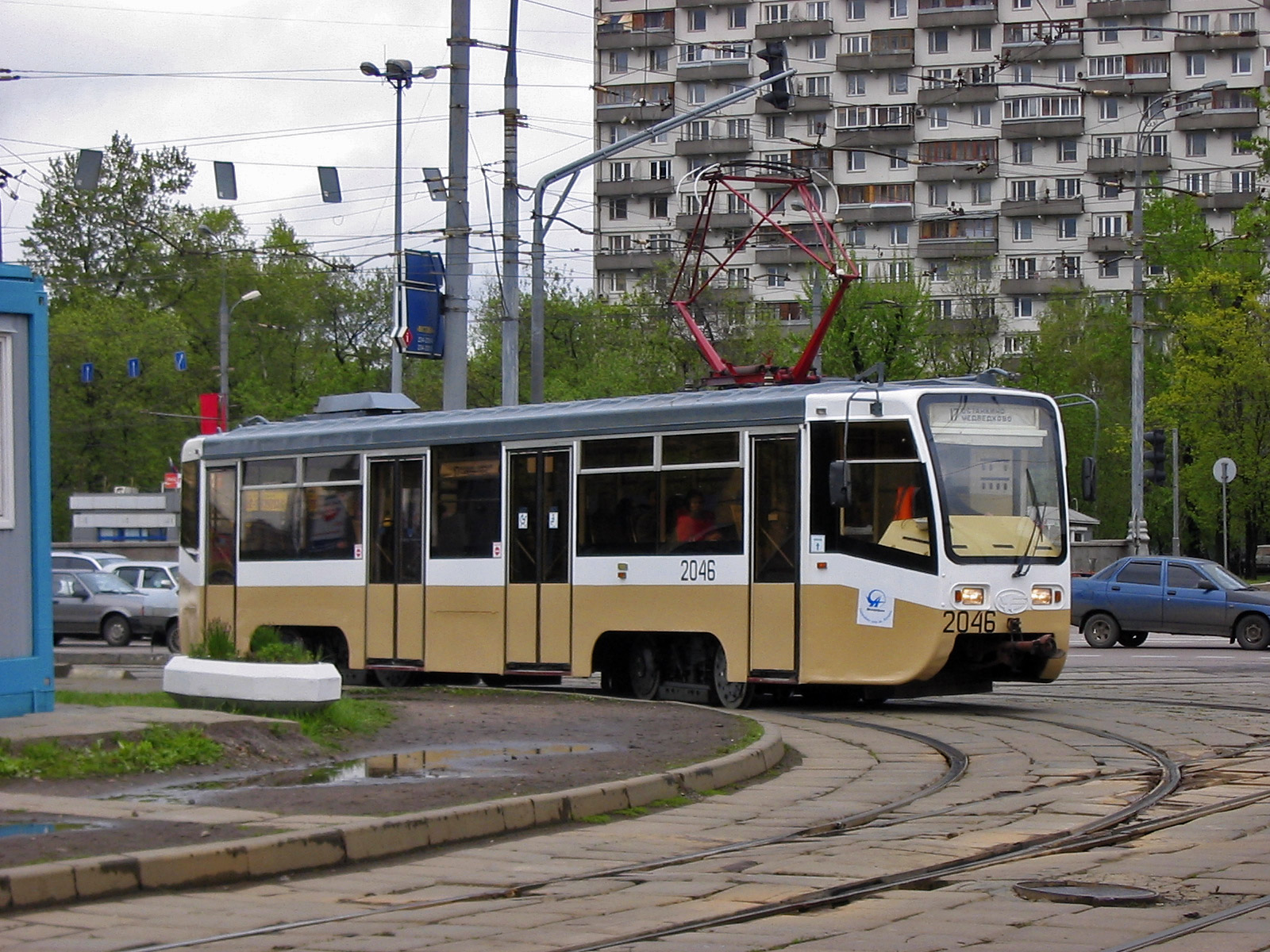
71-619K（モスクワ）

### 概要
ウスチ＝カタフスキー車両製造工場では、サイリスタ位相制御方式を用いた71-619と並行して、電力消費量こそ多いが既存の車両の機器と互換性を有し製造・導入コストも安価な抵抗制御装置を搭載した車両の開発も実施した。これが71-619K（71-619К）である。
車体構造やデザインは71-619に準拠しているが、乗降扉は内側に開く引き戸式に変更されている。車体左側には乗降扉がなく、作業用のハッチが車体下部に3箇所設置されている。一方で台車や機器は同時期に生産されていた71-608KMと同一の抵抗制御に対応したものが採用され、互換性が図られている。
1999年から製造が始まり、首都・モスクワのモスクワ市電を始めとするロシア連邦各地の路面電車路線へ向けて2012年までに計176両が製造された。そのうち2007年以降製造された車両については車体設計が一部変更され、形式名が71-619K-03（71-619К-03）に改められた他、車体や台車の構造が異なる以下の車種が製造された。

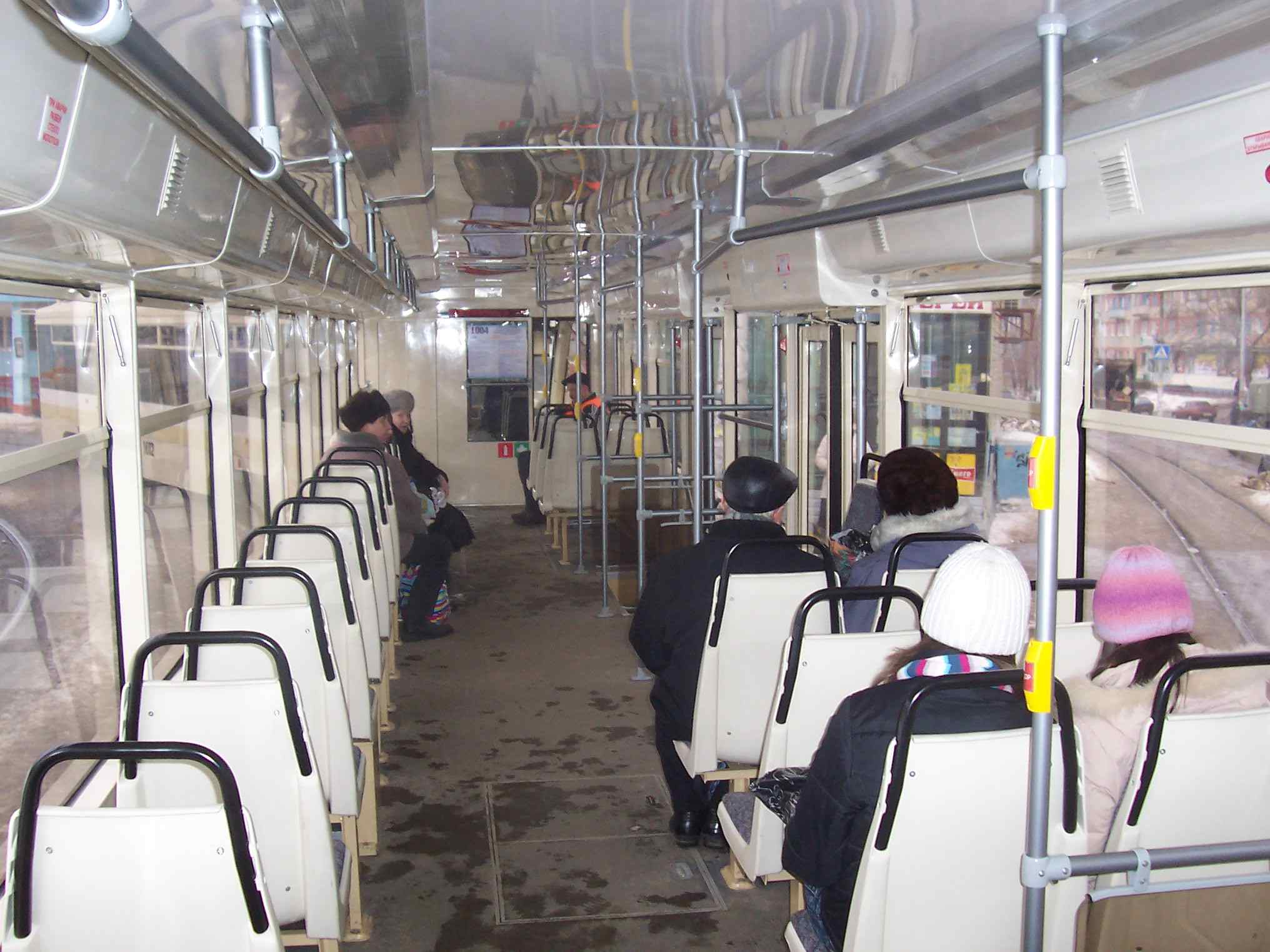
71-619K-01（71-619К-01）[注釈 1] - 1999年に製造され、カザン市電に導入された試作車。空調装置が搭載された他、窓枠などに木材が使用されていた。台車についても側梁や軸ばねが設置され乗り心地を向上させた台車が採用され、制動装置もドラムブレーキではなくディスクブレーキが用いられたが、2000年に通常の台車に交換された[2][6]。
- 71-619KU（71-619КУ） - 軌間1,435 mm（標準軌）の路面電車路線であるロストフ・ナ・ドヌ市電向けの車両。2004年の製造開始当初は71-619K-02（71-619К-02）という形式名だったが、2007年の製造再開時に変更され、2008年までに17両が製造された[6][13]。
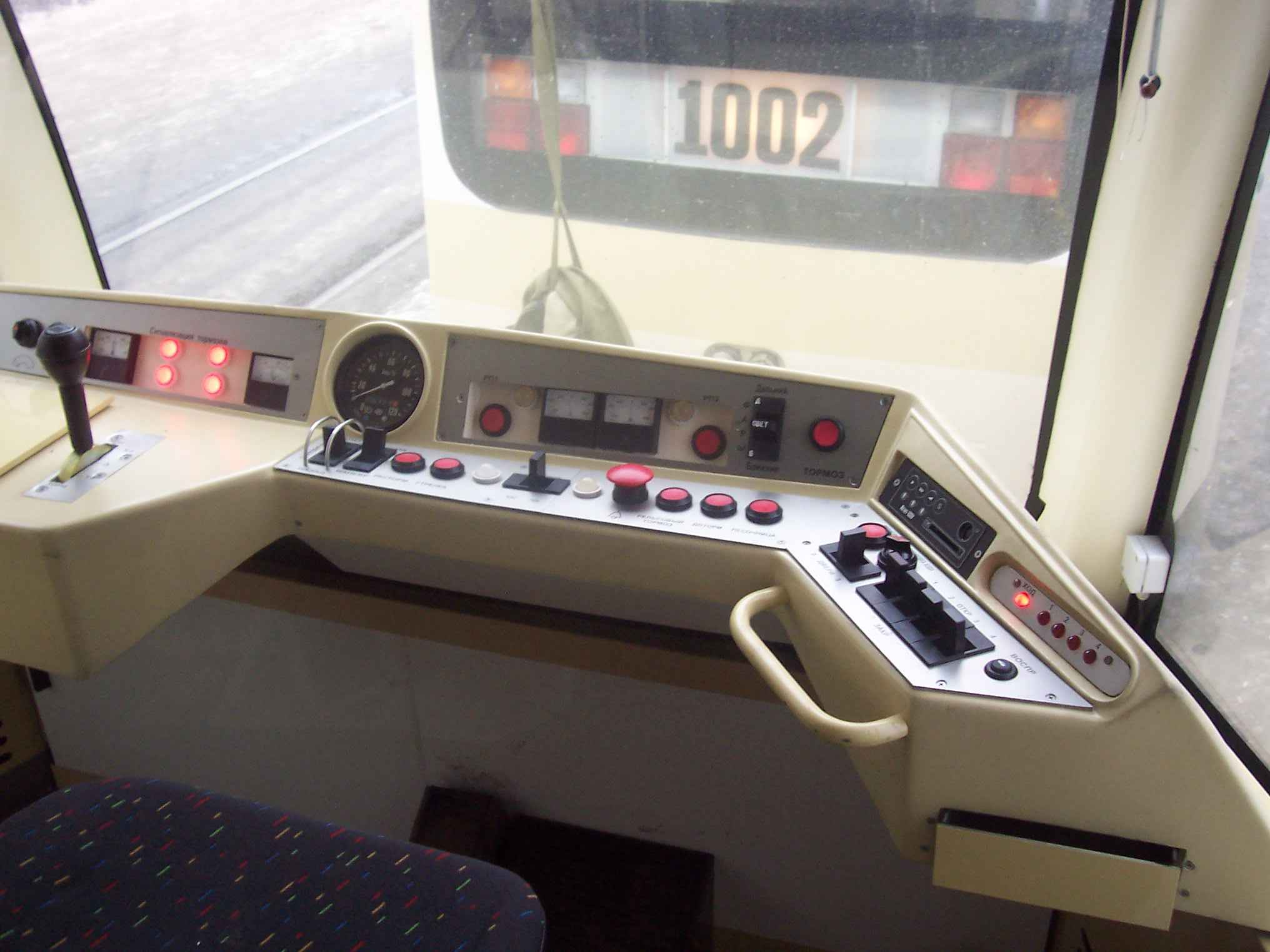
71-619KS（71-619КС） - 訓練運転用の教習車としての使用を考慮した形式。運転室が拡張され、内部に指導者用の座席や運転台が追加されている。2002年から2003年にかけてモスクワ市電に2両が導入された[6]。
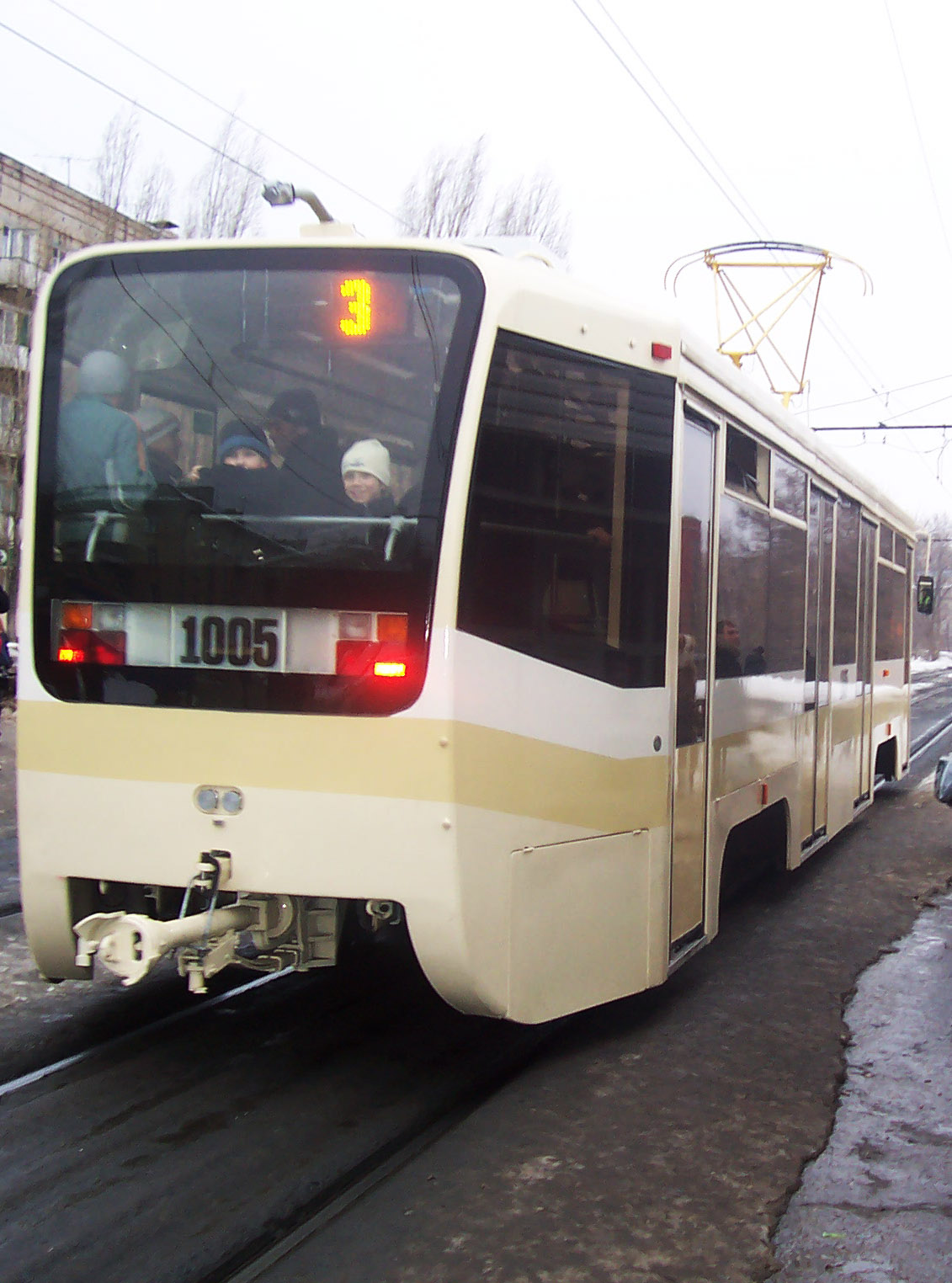
後方（サラトフ）

### ギャラリー

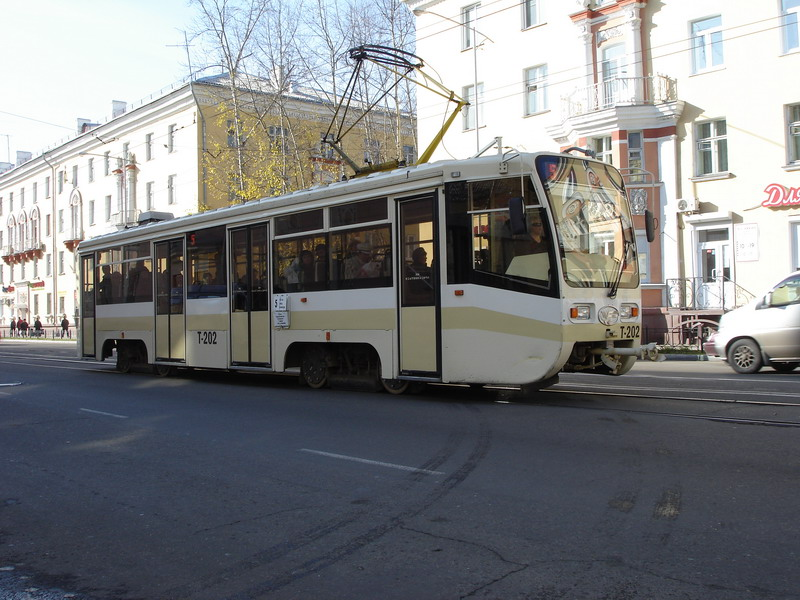
71-619K（アンガルスク） （アンガルスク市電）
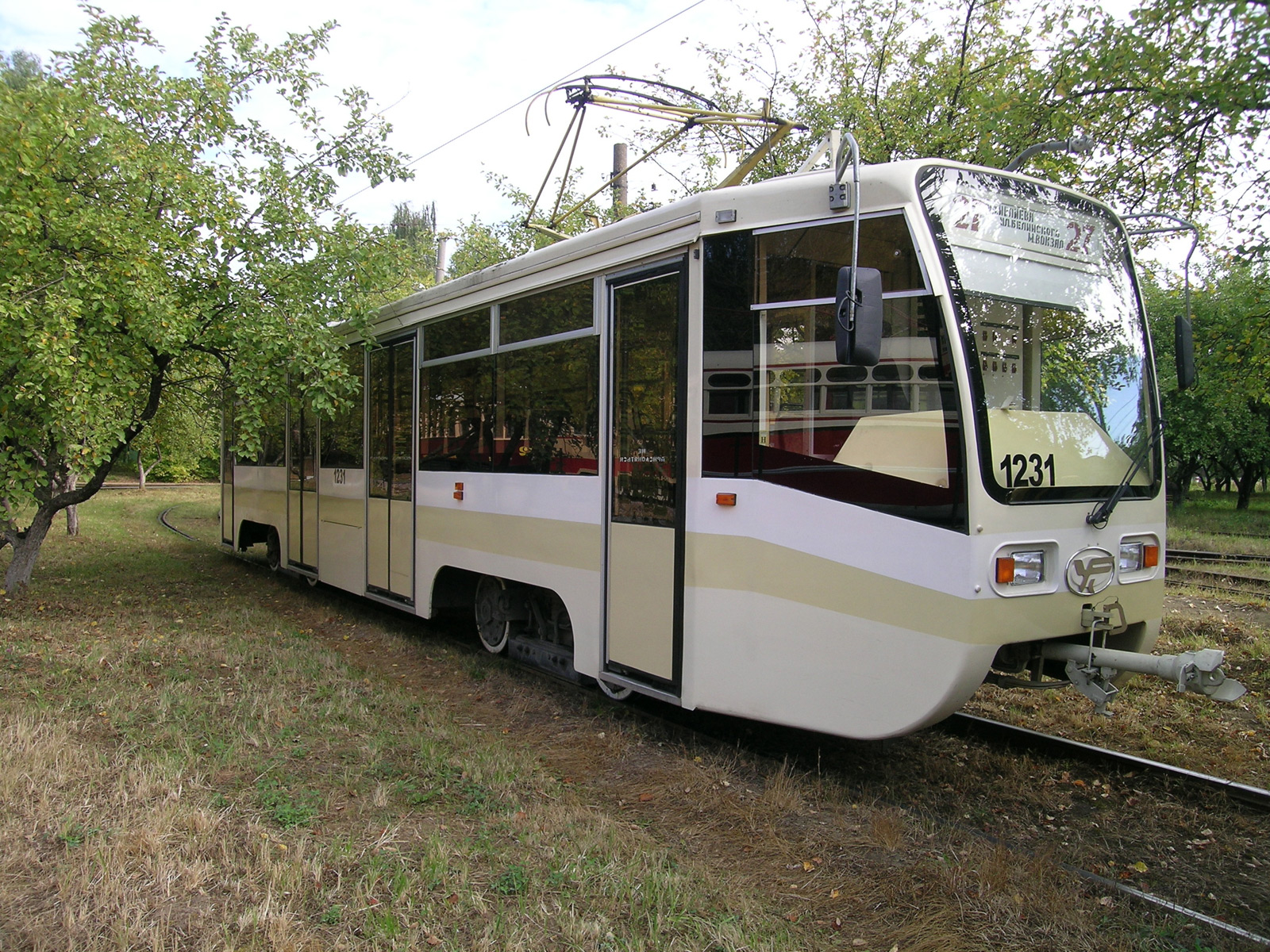
71-619K（ニジニ・ノヴゴロド） （ニジニ・ノヴゴロド市電）
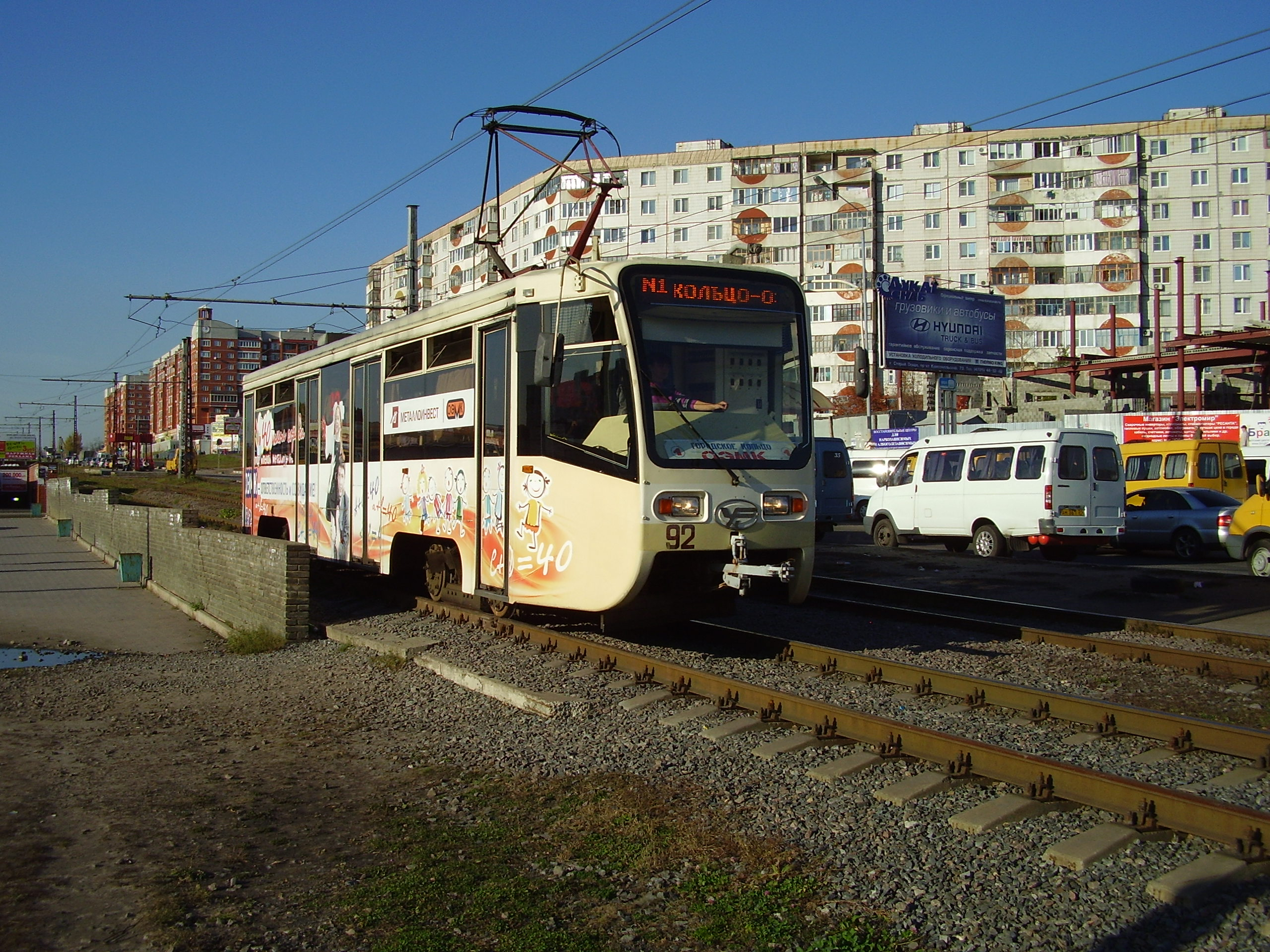
71-619K（スタールイ・オスコル） （スタールイ・オスコル市電）
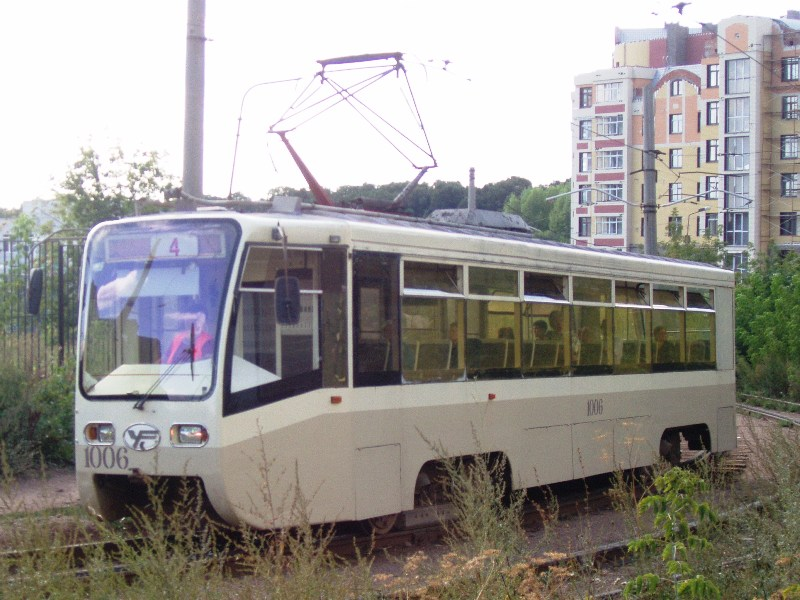
71-619K（ウファ） （ウファ市電）
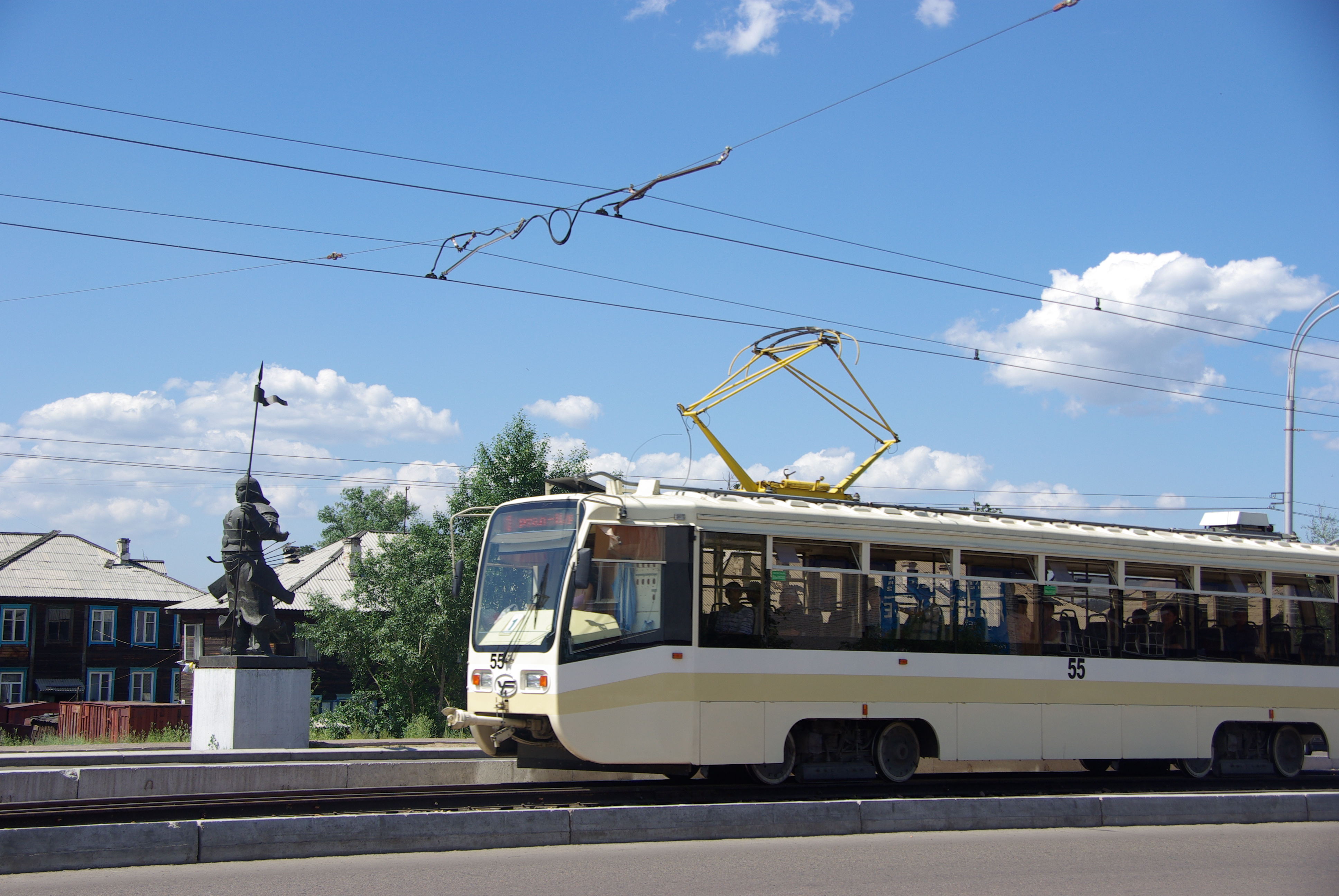
71-619K（ウラン・ウデ） （ウラン・ウデ市電）
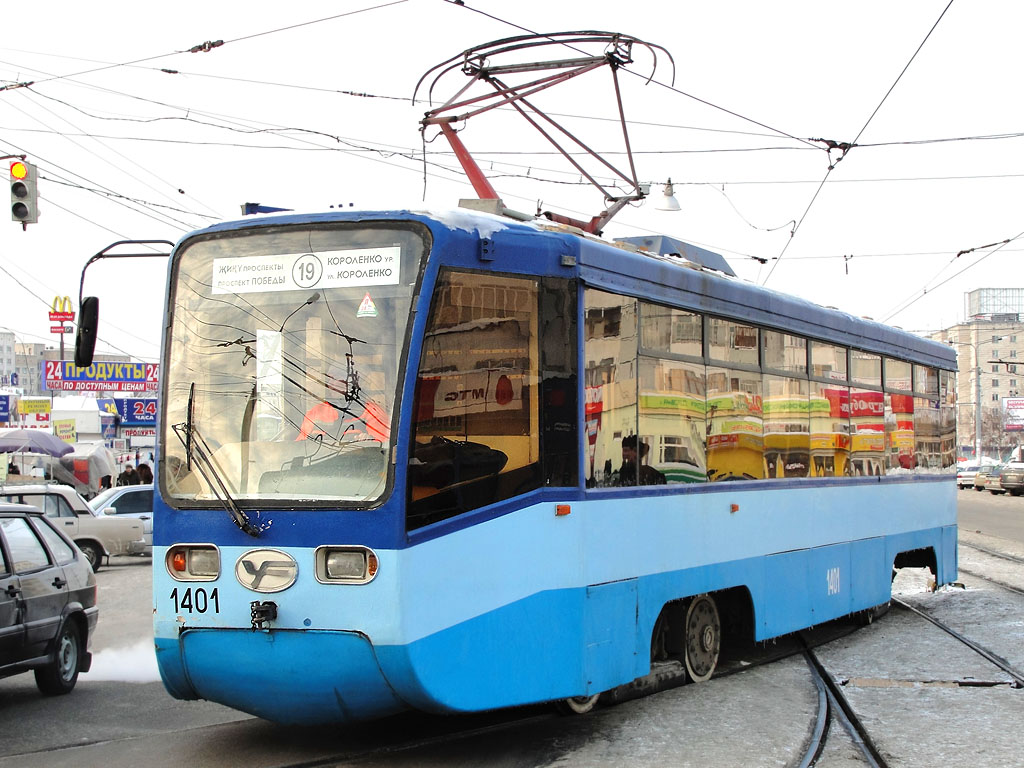
71-619K-01（カザン） （カザン市電）
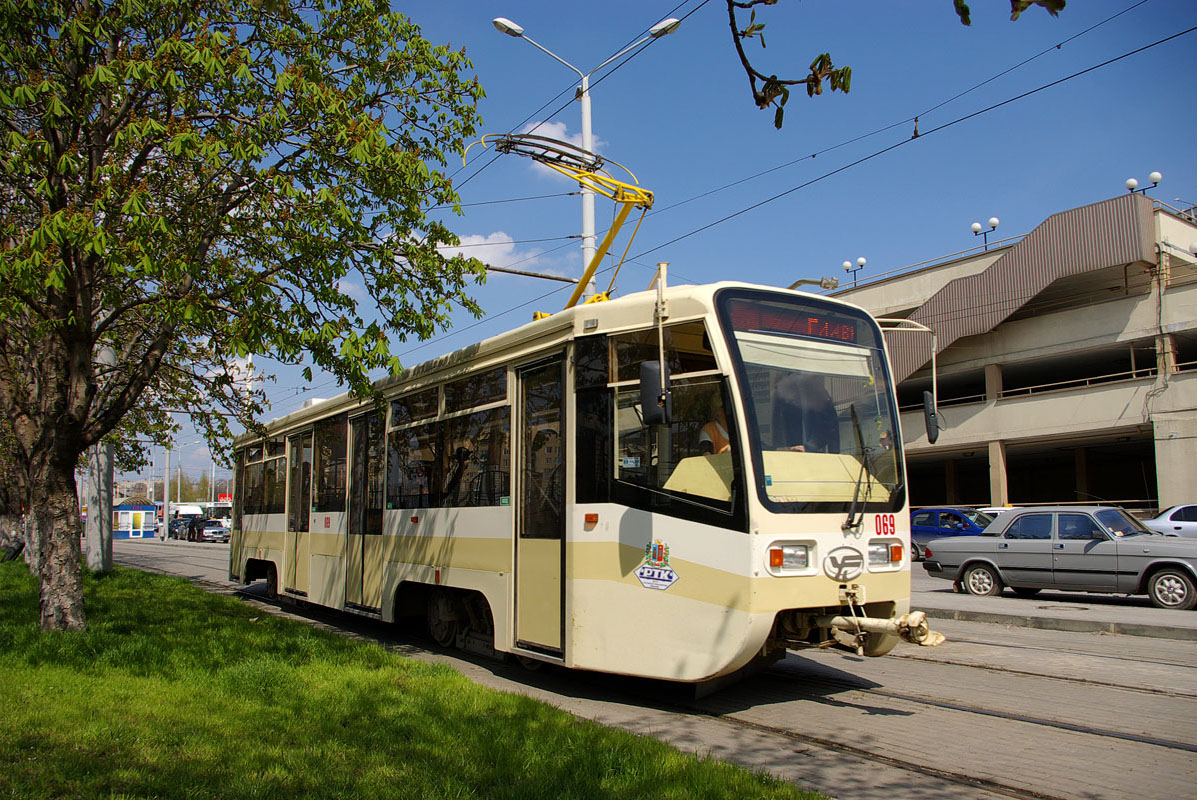
71-619KU（ロストフ・ナ・ドヌ） （ロストフ・ナ・ドヌ市電）

## 71-619KT

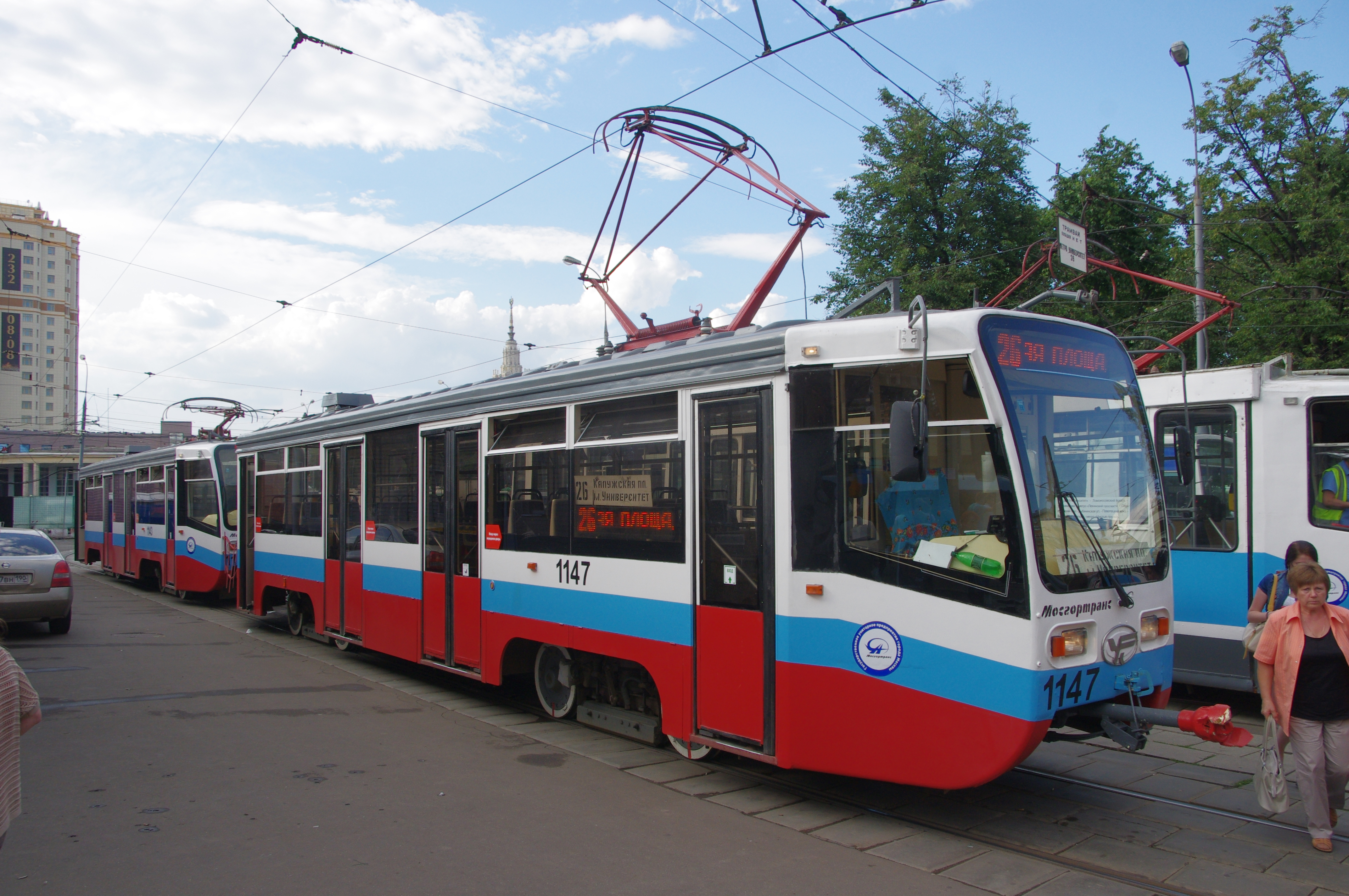
71-619KT（モスクワ）

### 概要
1980年代以降、ウスチ＝カタフスキー車両製造工場では、機器の信頼性が高い従来の抵抗制御を用いた上で消費電力が削減可能な回生ブレーキに対応した電気機器の研究が進められていた。ソビエト連邦の崩壊の影響で一時中断していたものの1990年代後半には再開され、1999年に71-619KT-01（71-619КТ-01）、翌2000年に71-619KT（71-619КТ）という台車の形状が異なる2種類の車種が作られた。そして、試験成績や比較実験を基に、2004年以降後者の量産が開始された。
電力の回収が可能な回生ブレーキを導入するため、主電動機（直流電動機）は複巻電動機（50 kw）が用いられ、励起ブロックを用いた電力調整が可能となっている。台車は側梁が車輪の内側にあるインサイドフレーム式が採用され、制動装置として機械式ドラムブレーキや電磁吸着ブレーキが搭載されている。これらの機器はマイクロプロセッサによる自動制御や管理（MPSU、МПСУ）が行われ、運転台には機器の状態が表示可能なディスプレイが設置されている。車体は71-619Kと同型だが、屋根上に強制換気装置が搭載されている点が異なる。
側梁や軸ばねを有する台車を用いた71-619KT-01は2001年から2004年まで3両が製造された一方、71-619KTは2000年から2011年まで試作車を含めて計415両の大量生産が実施された。また、ロストフ・ナ・ドヌ市電へ向けても軌間1,435 mm（標準軌）に対応した71-619KTUが2両製造された。
- 車内（サラトフ）
- 運転台（サラトフ）
- 後方（サラトフ）

### ギャラリー

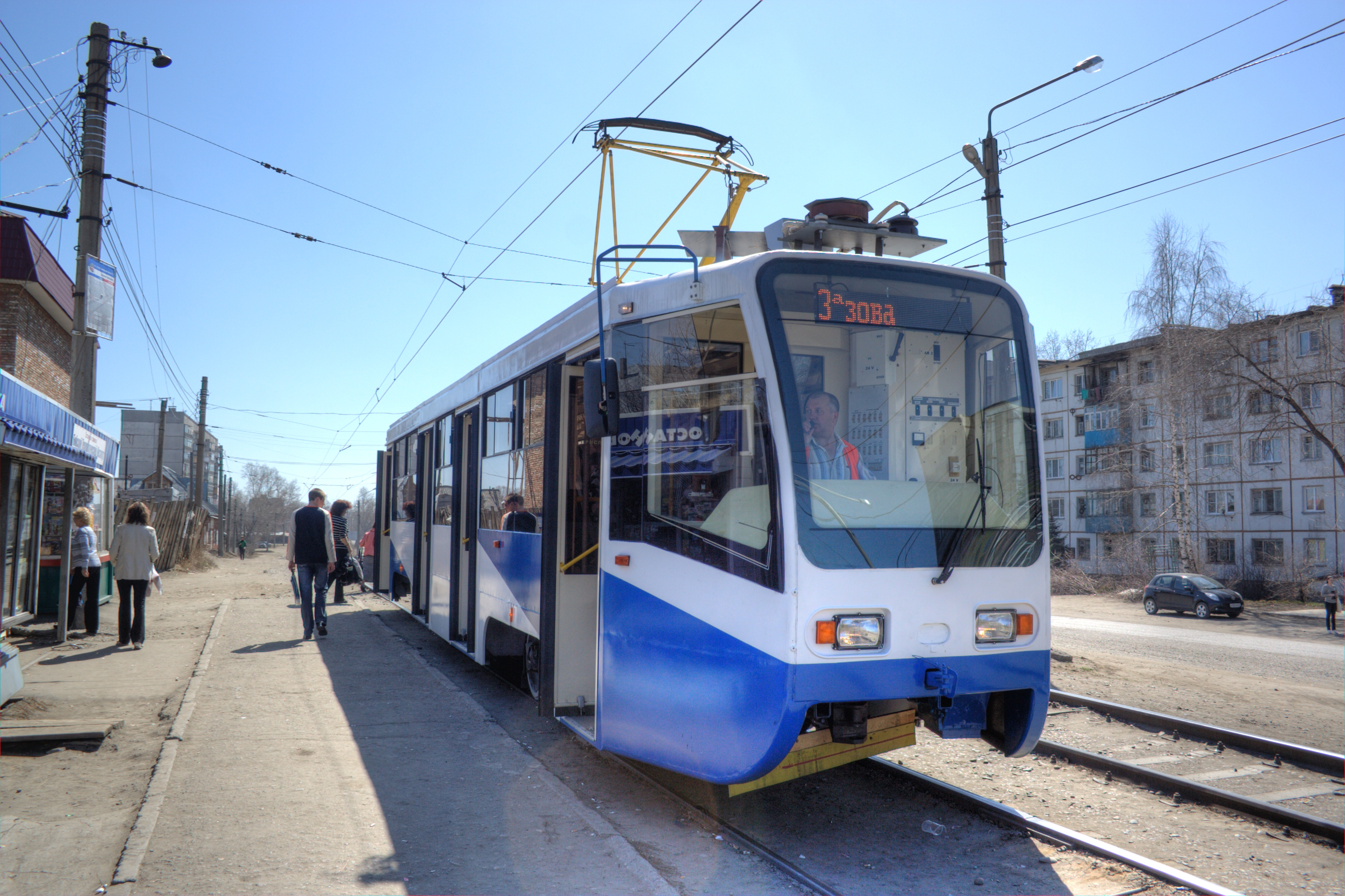
71-619KT（ビイスク） （ビイスク市電）
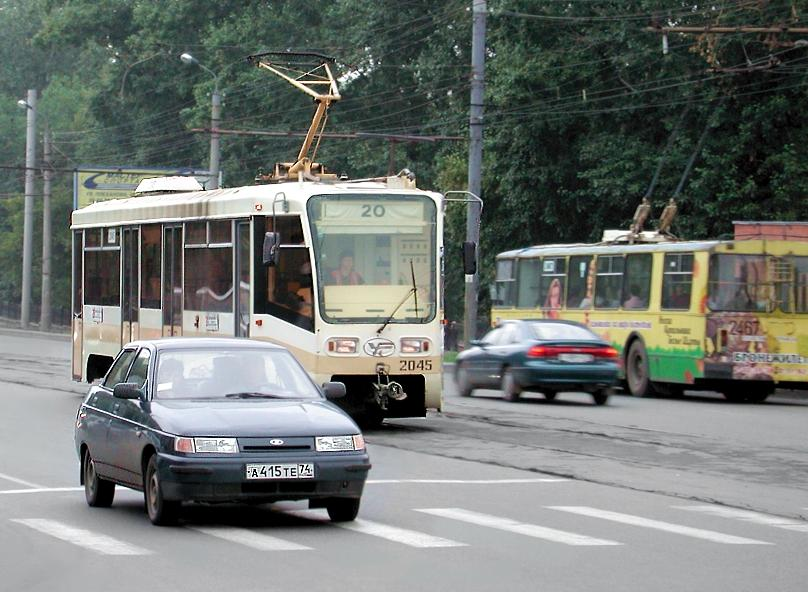
71-619KT（チェリャビンスク） （チェリャビンスク市電）
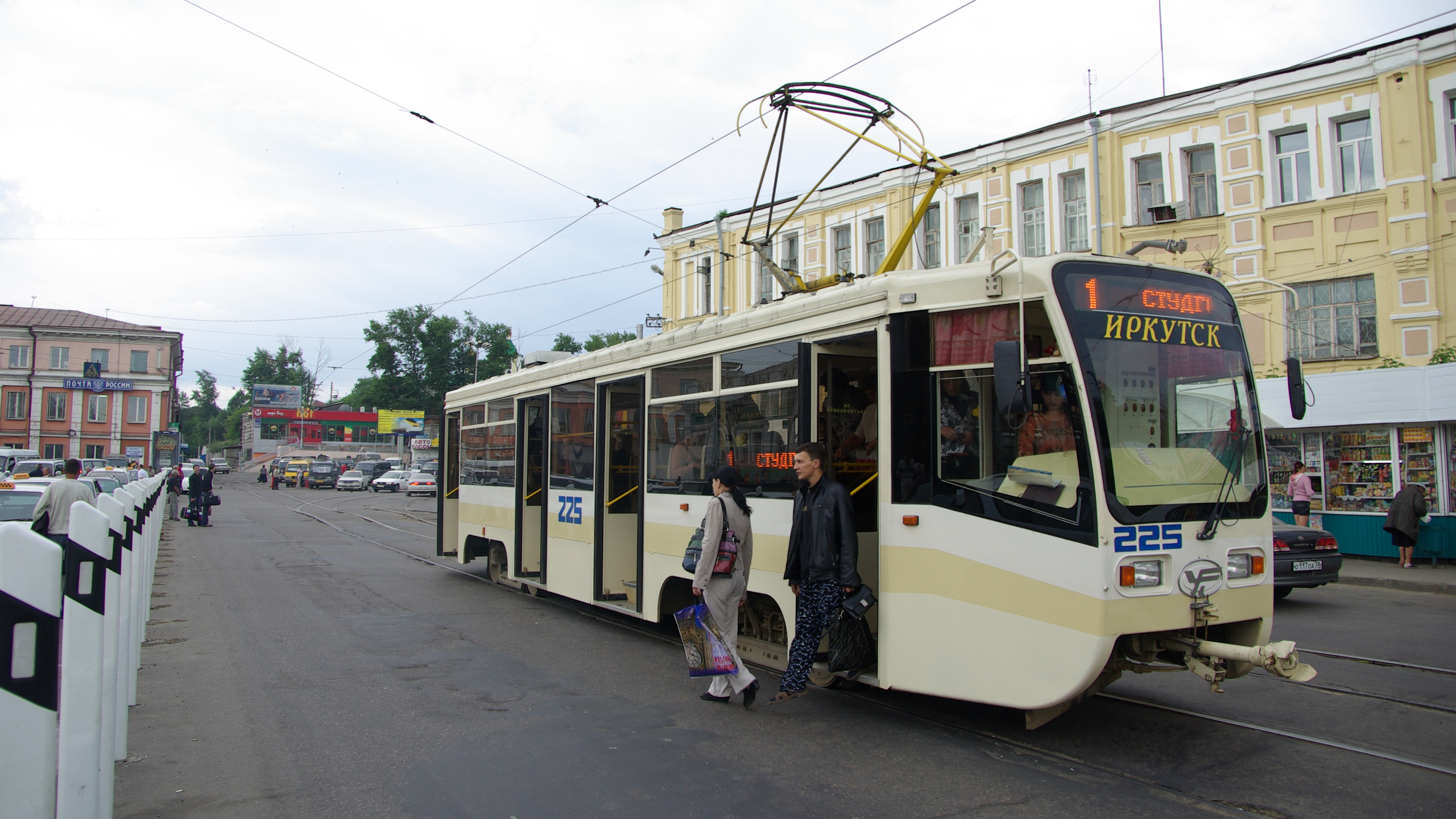
71-619KT（イルクーツク） （イルクーツク市電）
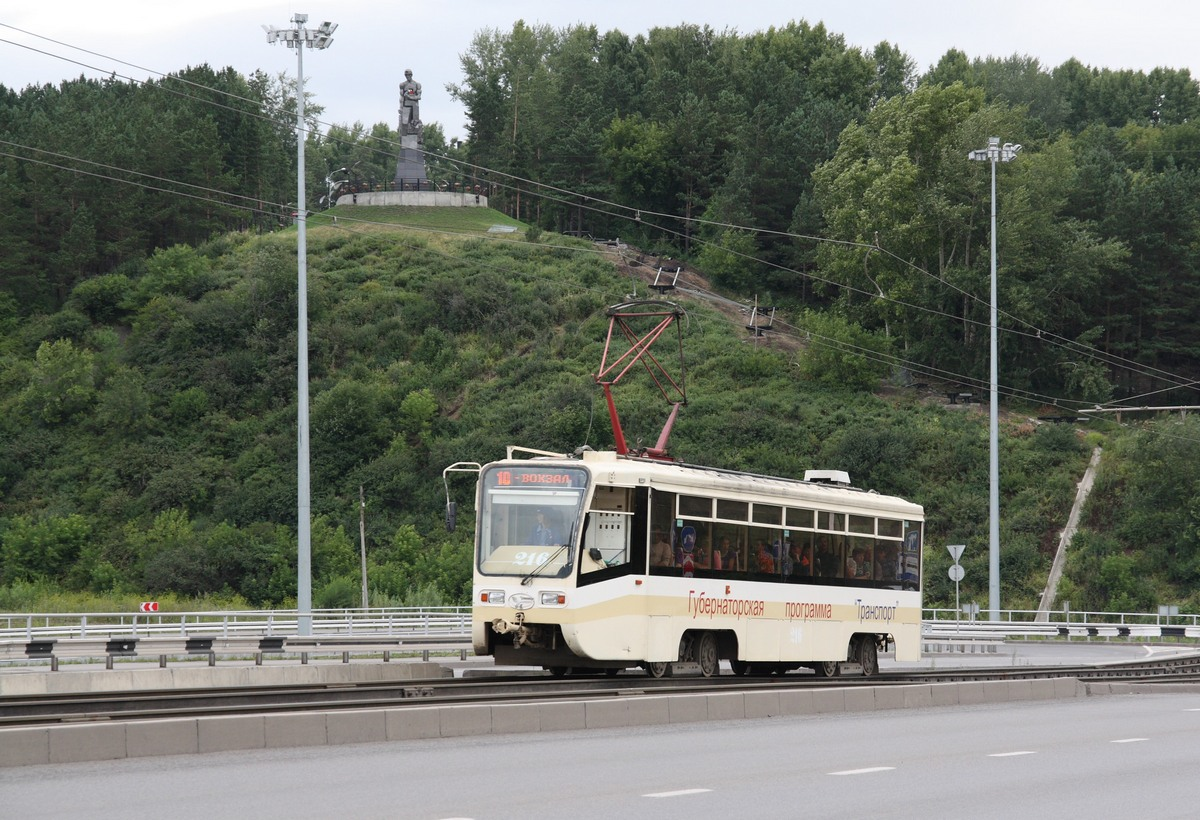
71-619KT（ケメロヴォ） （ケメロヴォ市電）
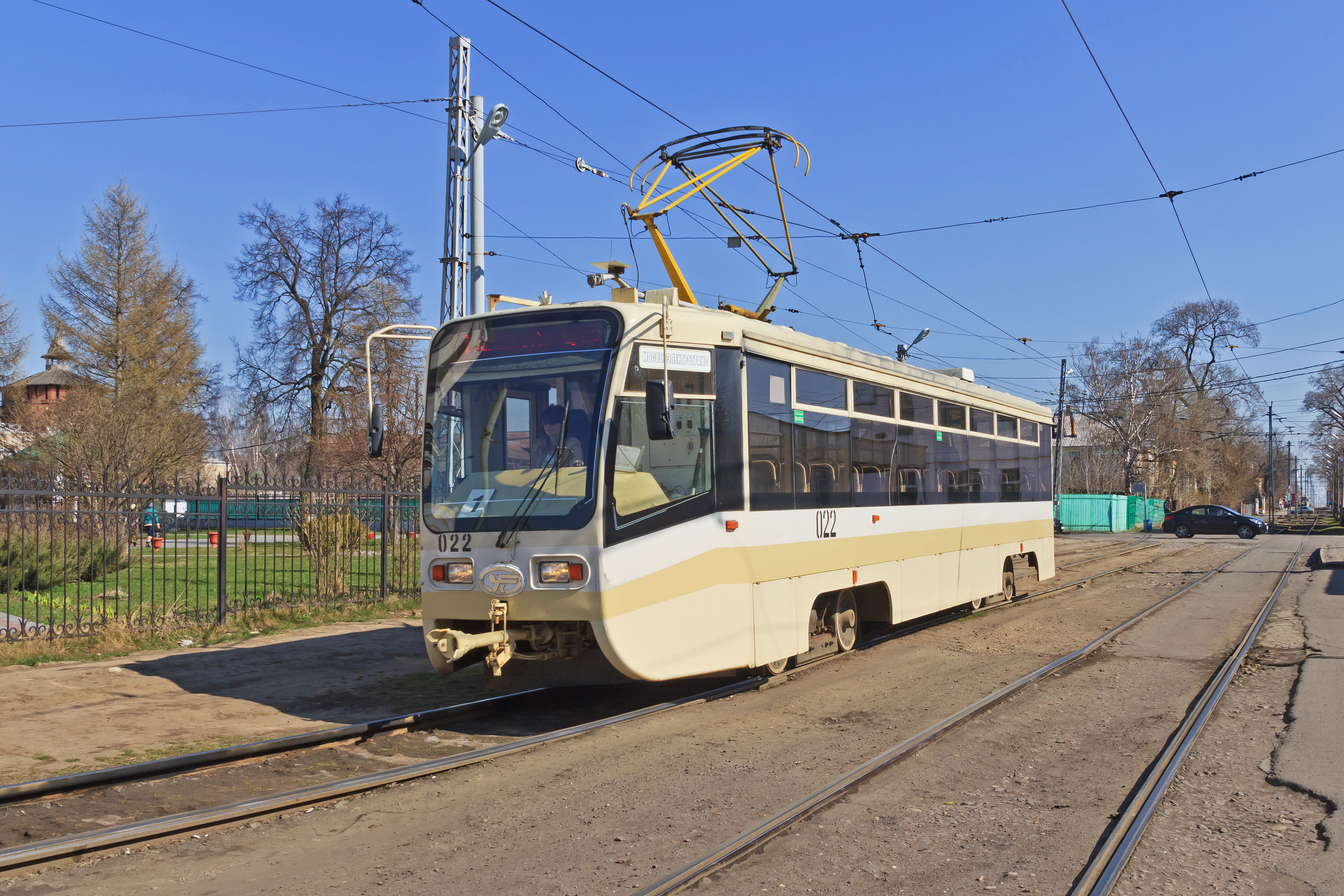
71-619KT（コロムナ） （コロムナ市電）
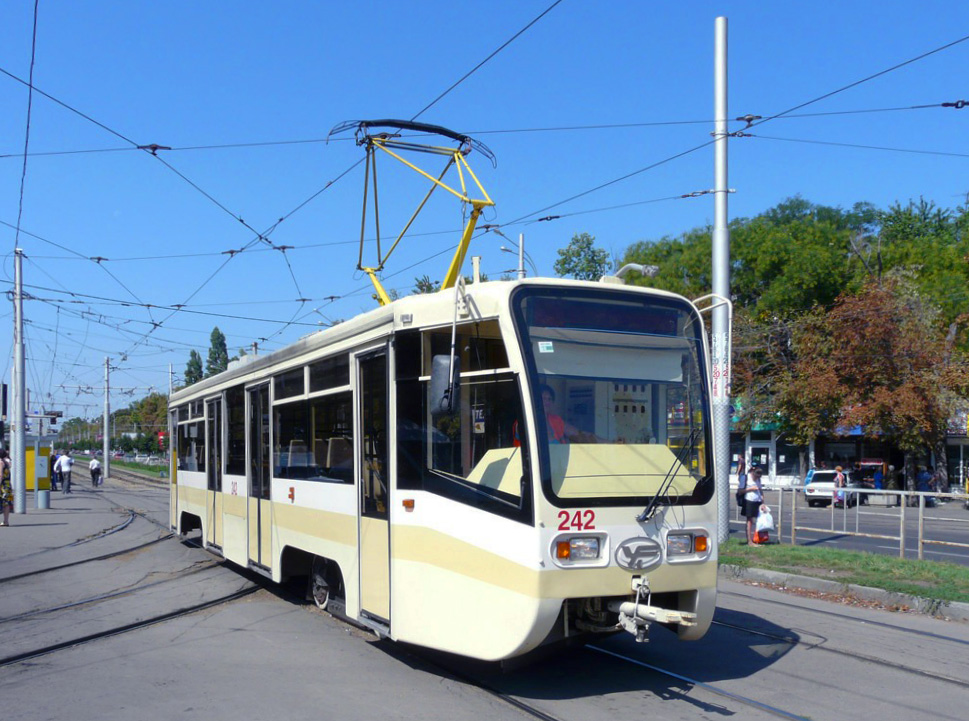
71-619KT（クラスノダール） （クラスノダール市電）
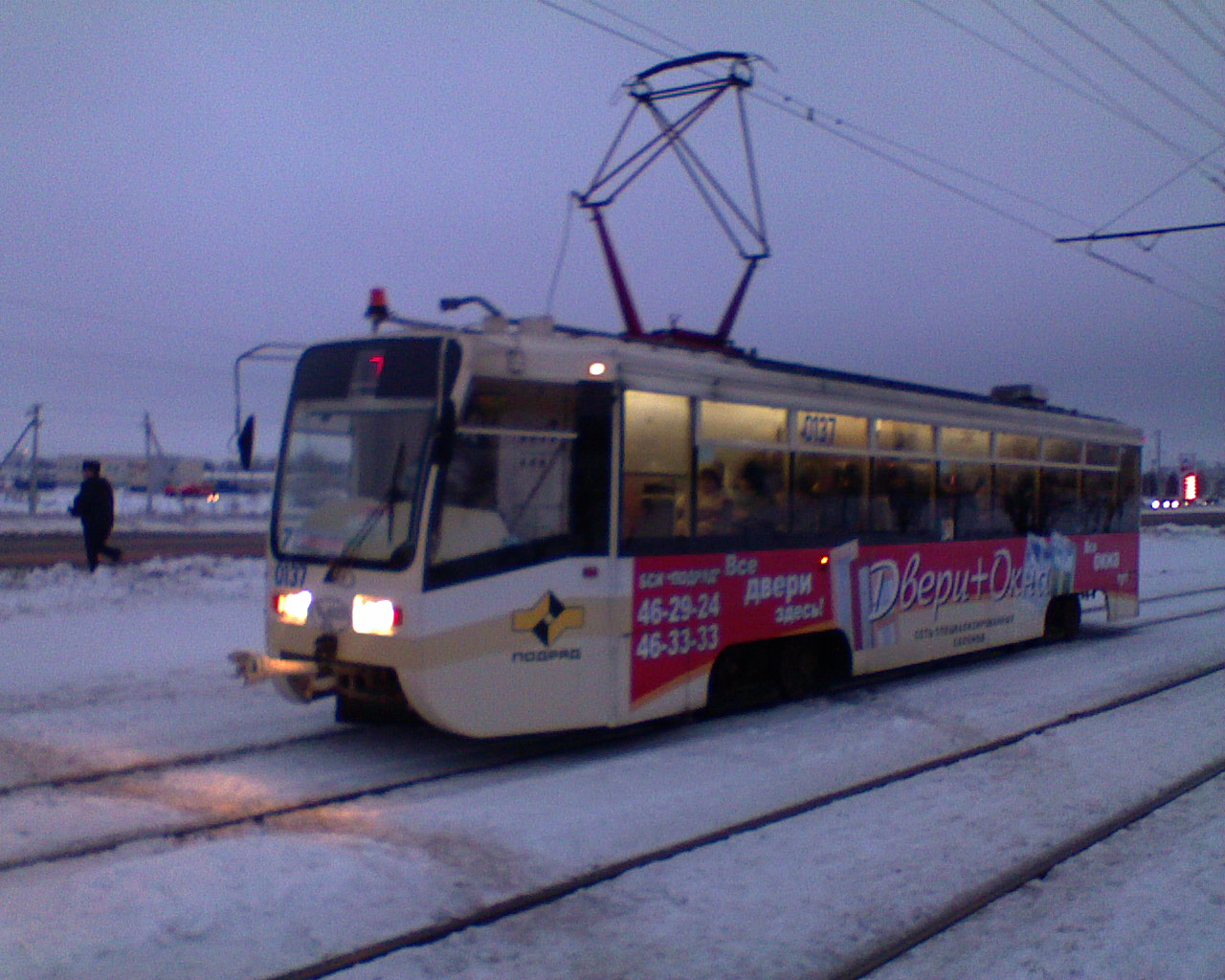
71-619KT（ナーベレジヌイェ・チェルヌイ） （ナーベレジヌイェ・チェルヌイ市電）
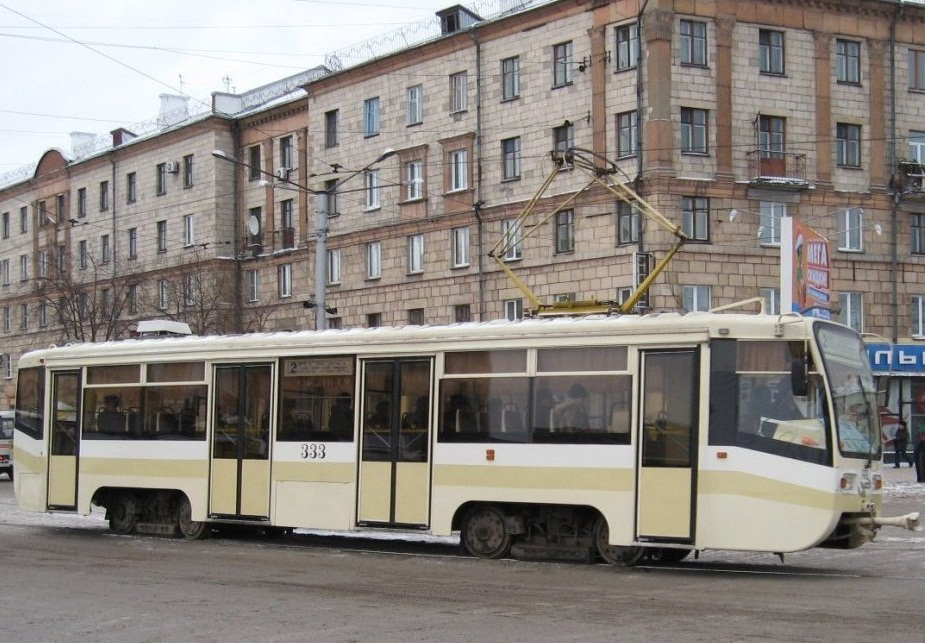
71-619KT（ノヴォクズネツク） （ノヴォクズネツク市電）
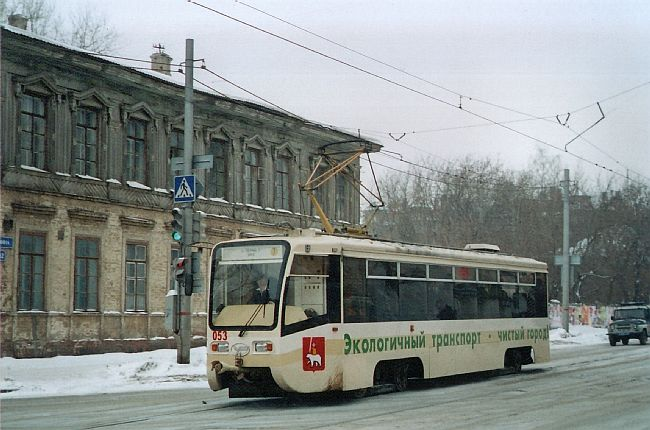
71-619KT（ペルミ） （ペルミ市電）
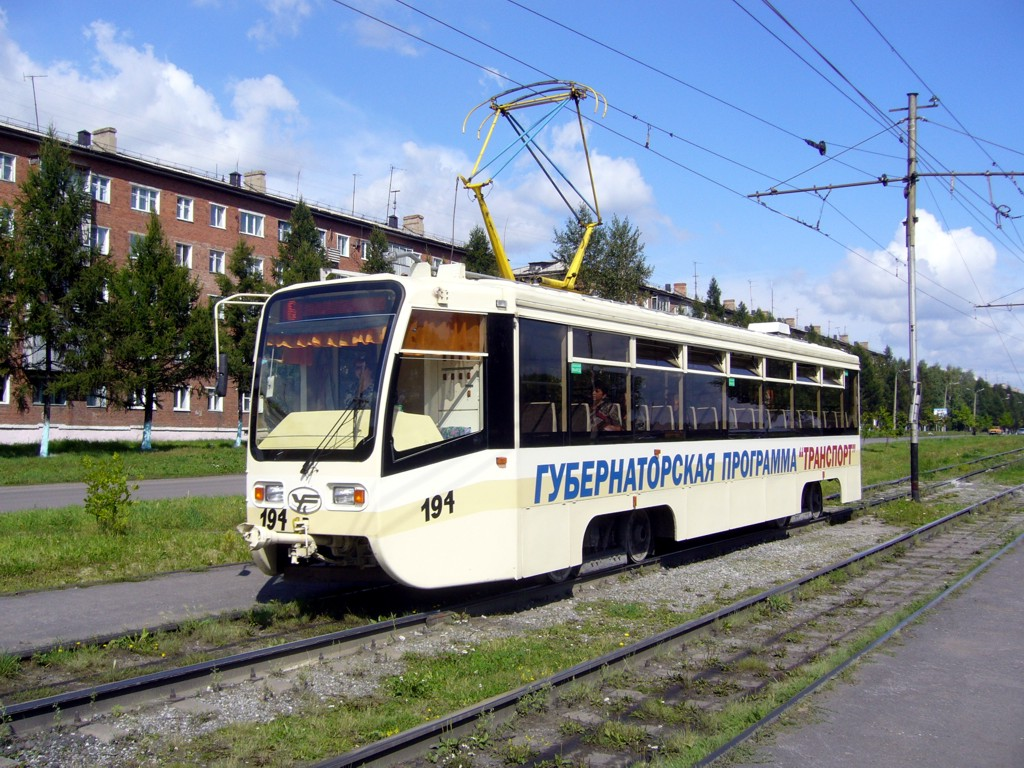
71-619KT（プロコピエフスク） （プロコピエフスク市電）
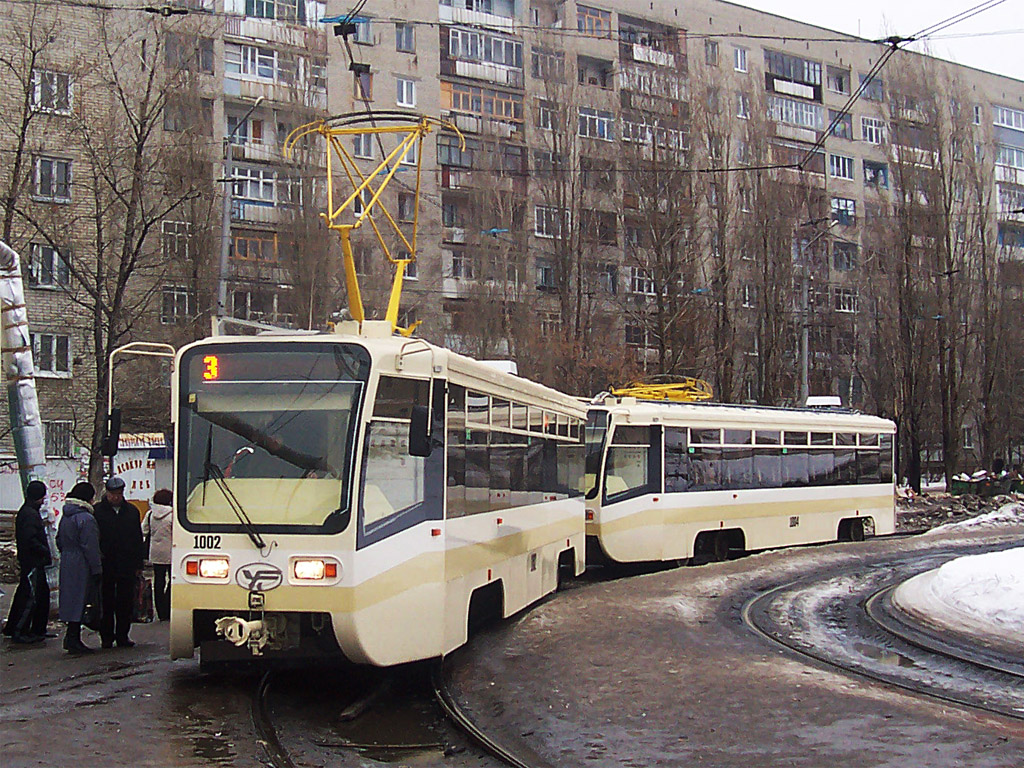
71-619KT（サラトフ） （サラトフ市電）
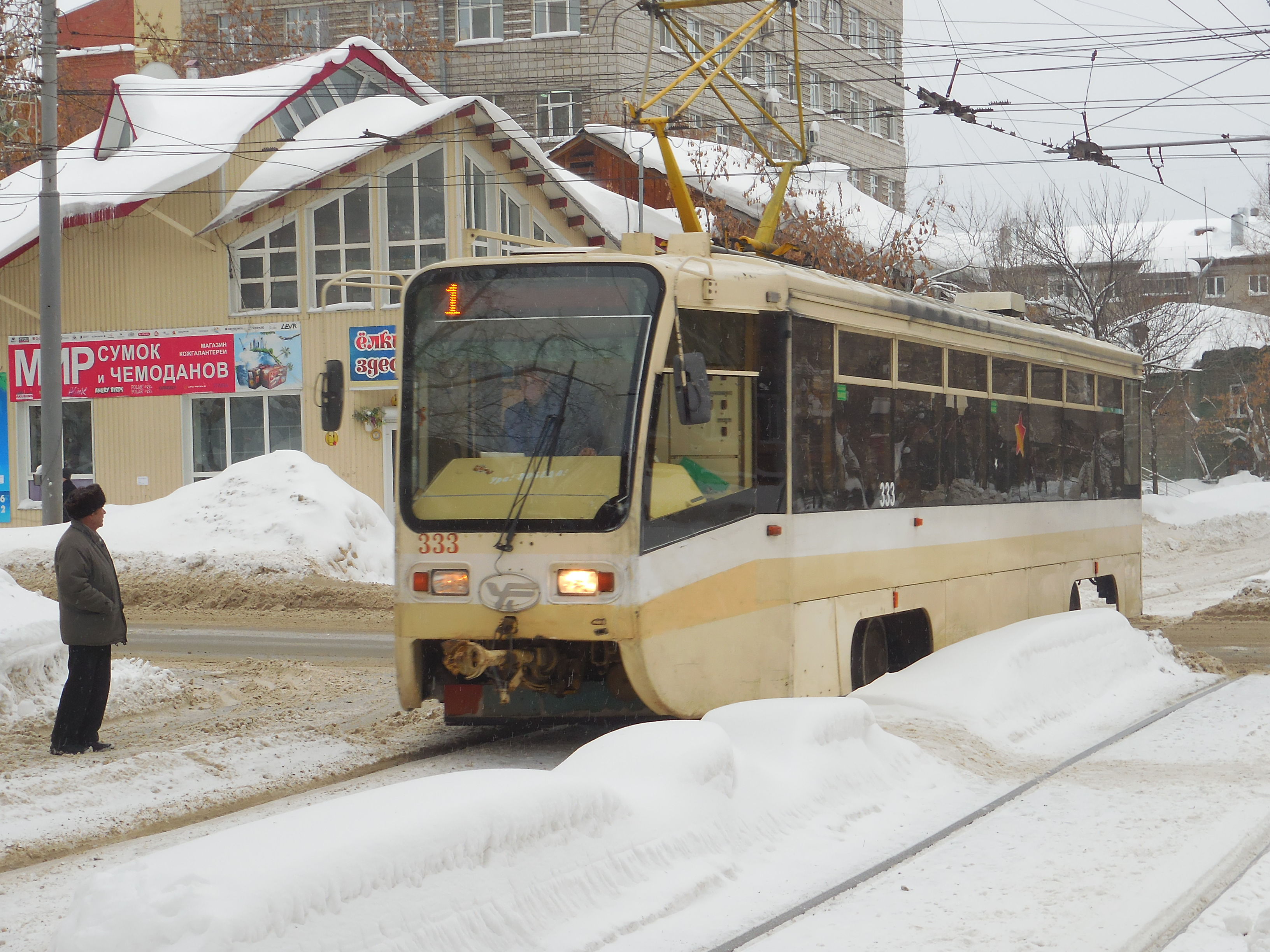
71-619KT（トムスク） （トムスク市電）
71-619KT（ウリヤノフスク） （ウリヤノフスク市電）
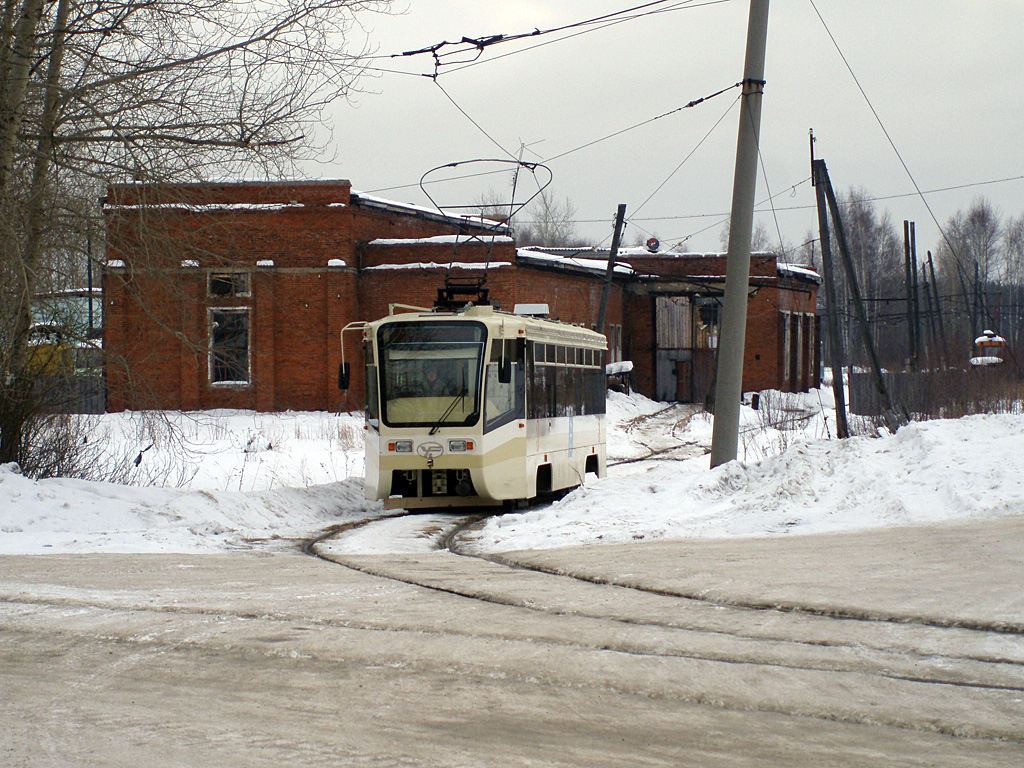
71-619KT（ヴォルチャンスク（ロシア語版）） （ヴォルチャンスク市電）
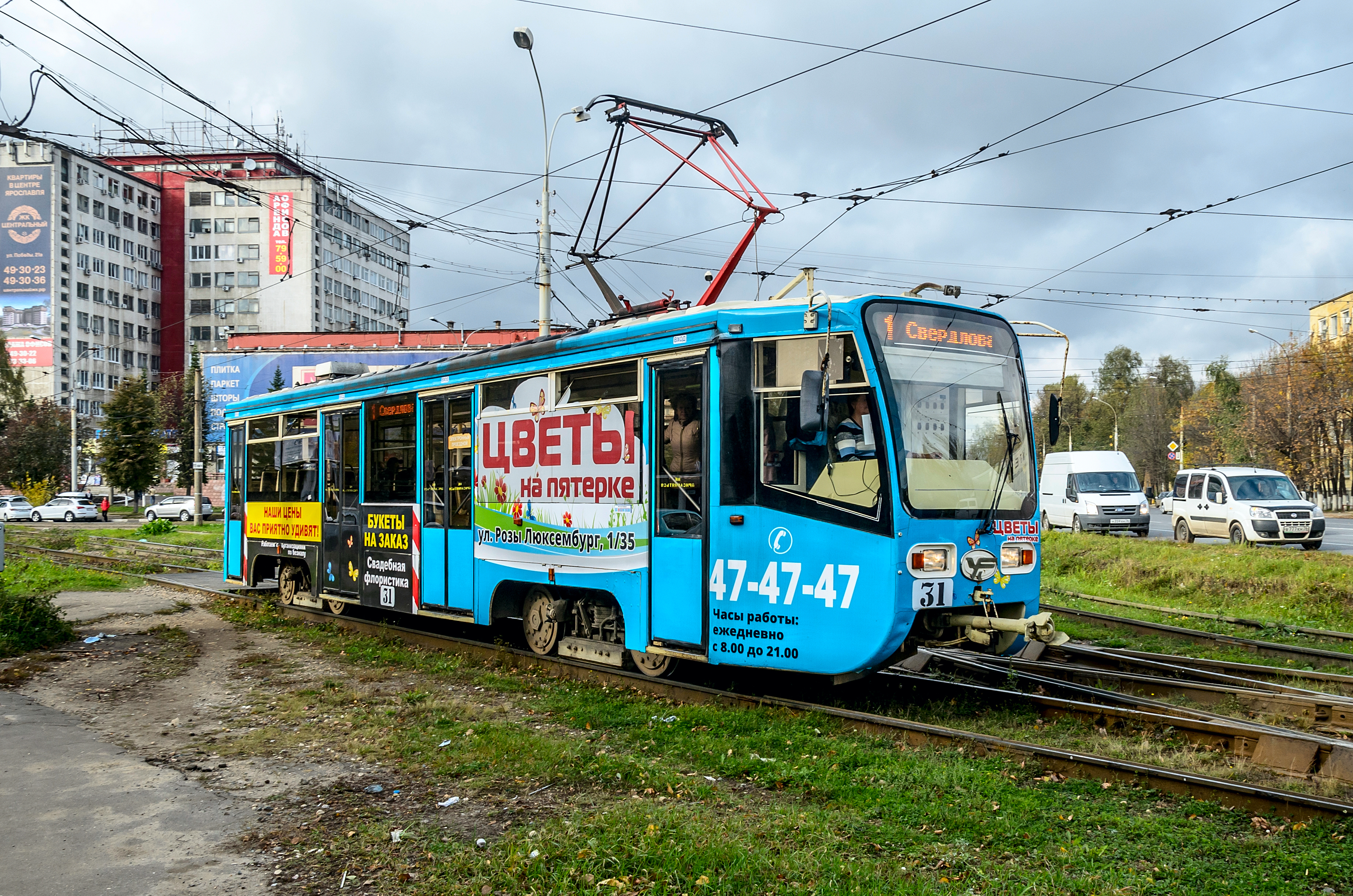
71-619KT（ヤロスラヴリ） （ヤロスラヴリ市電）
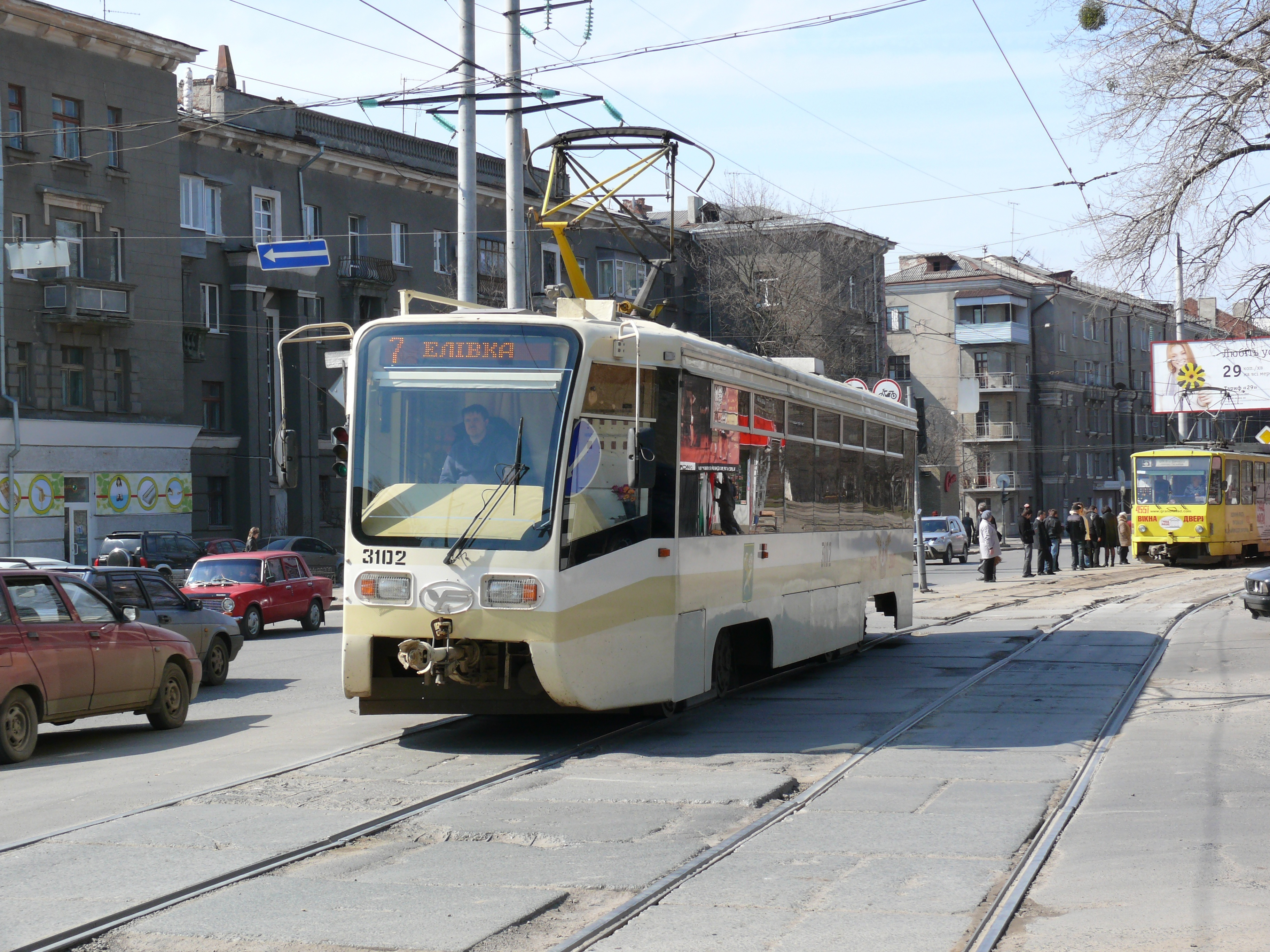
71-619KT（ハルキウ） （ハルキウ市電）
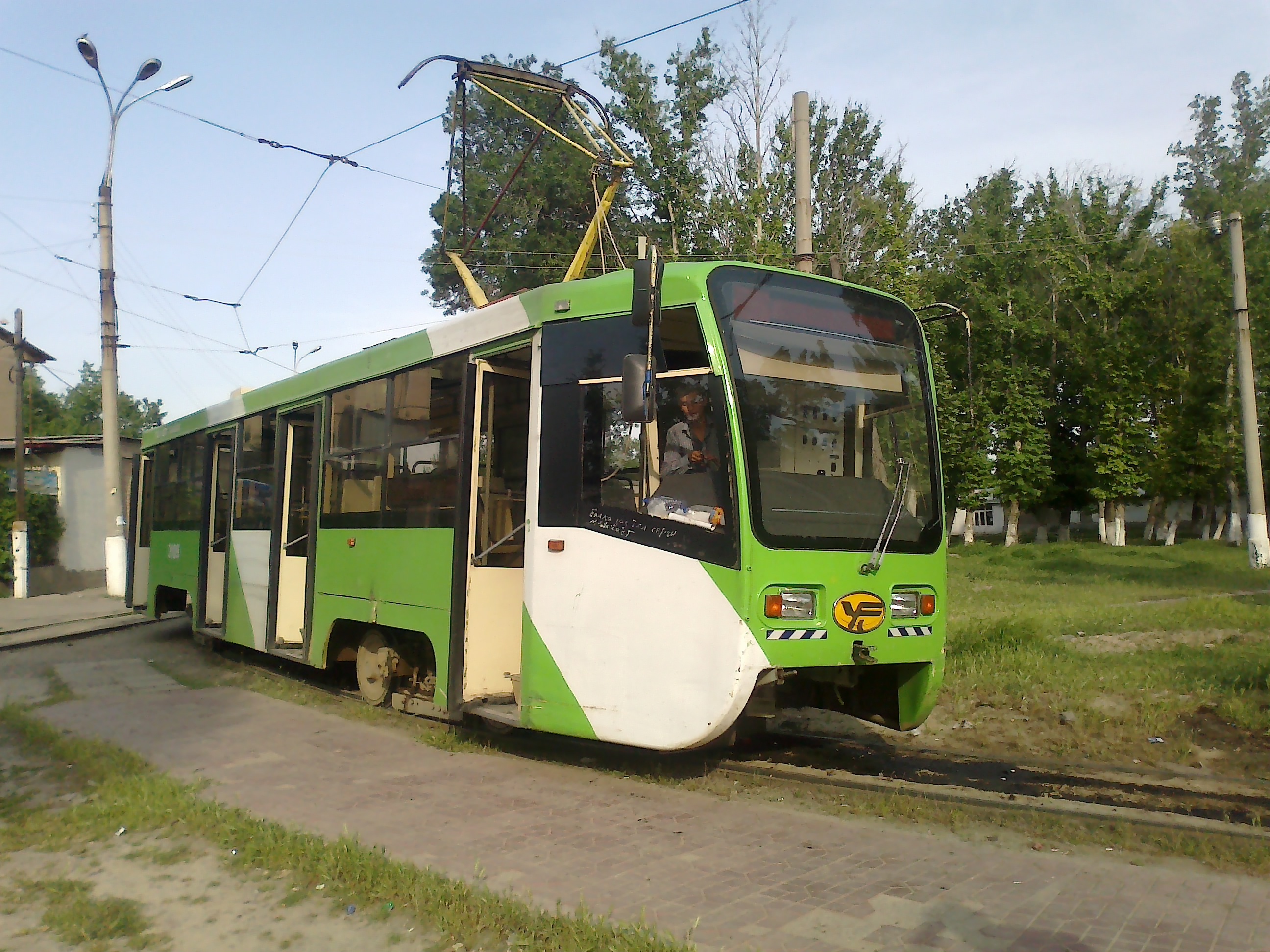
71-619KT（タシュケント） （タシュケント市電）

## 71-619A

71-619A（ウリヤノフスク）

電気機器の技術の進歩とともに、従来の直流電動機や抵抗制御方式と比べて消費電力の大幅な削減やメンテナンスの容易さなどの利点を持つ誘導電動機やVVVFインバータ制御方式の需要が高まった事を受け、ウスチ＝カタフスキー車両製造工場が開発したのが71-619A（71-619А）である。製造にあたってはトラクションコンバータ「IT-1」（ИТ-1）や運転台、乗降扉などカノープス（«Канопус»）が製造した部品が多数用いられた。台車については、初期の車両はショックアブソーバーを搭載し制動装置もディスクブレーキに変更したインサイドフレーム式が採用された一方、2008年以降に製造された車両は軸ばねや軸受箱が搭載された台車に変更され、車両の振動がより抑えられた。車体は従来の車両とほぼ同型だが、前後の片開き式乗降扉の幅が700 mmと狭くなった他、左側面の作業用ハッチの配置も変更された。
2007年から製造が行われ、台車の構造や電気機器が一部異なる71-619A-01（71-619А-01）と共に、2012年までに213両が製造された。

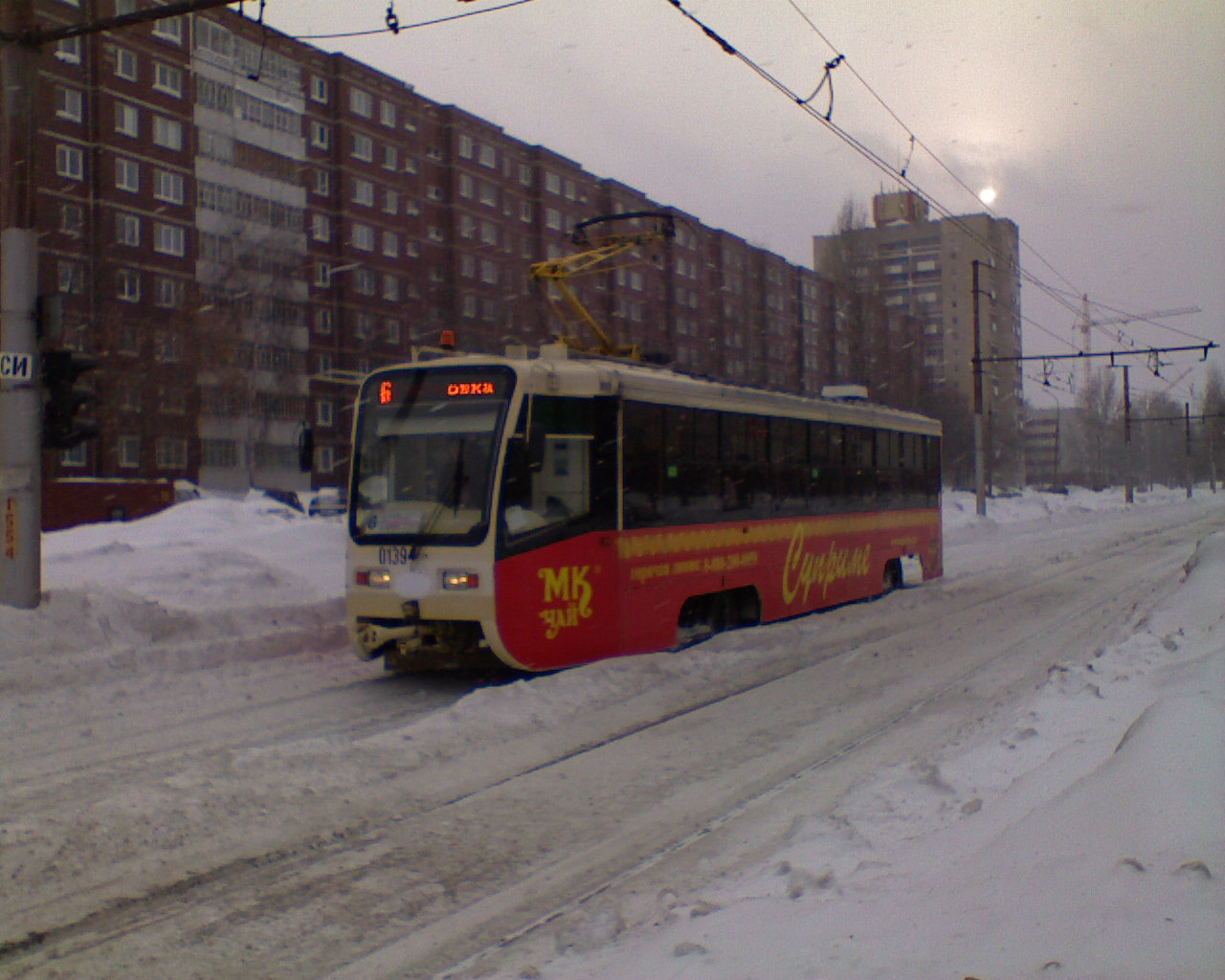
71-619A（ナーベレジヌイェ・チェルヌイ） （ナーベレジヌイェ・チェルヌイ市電）
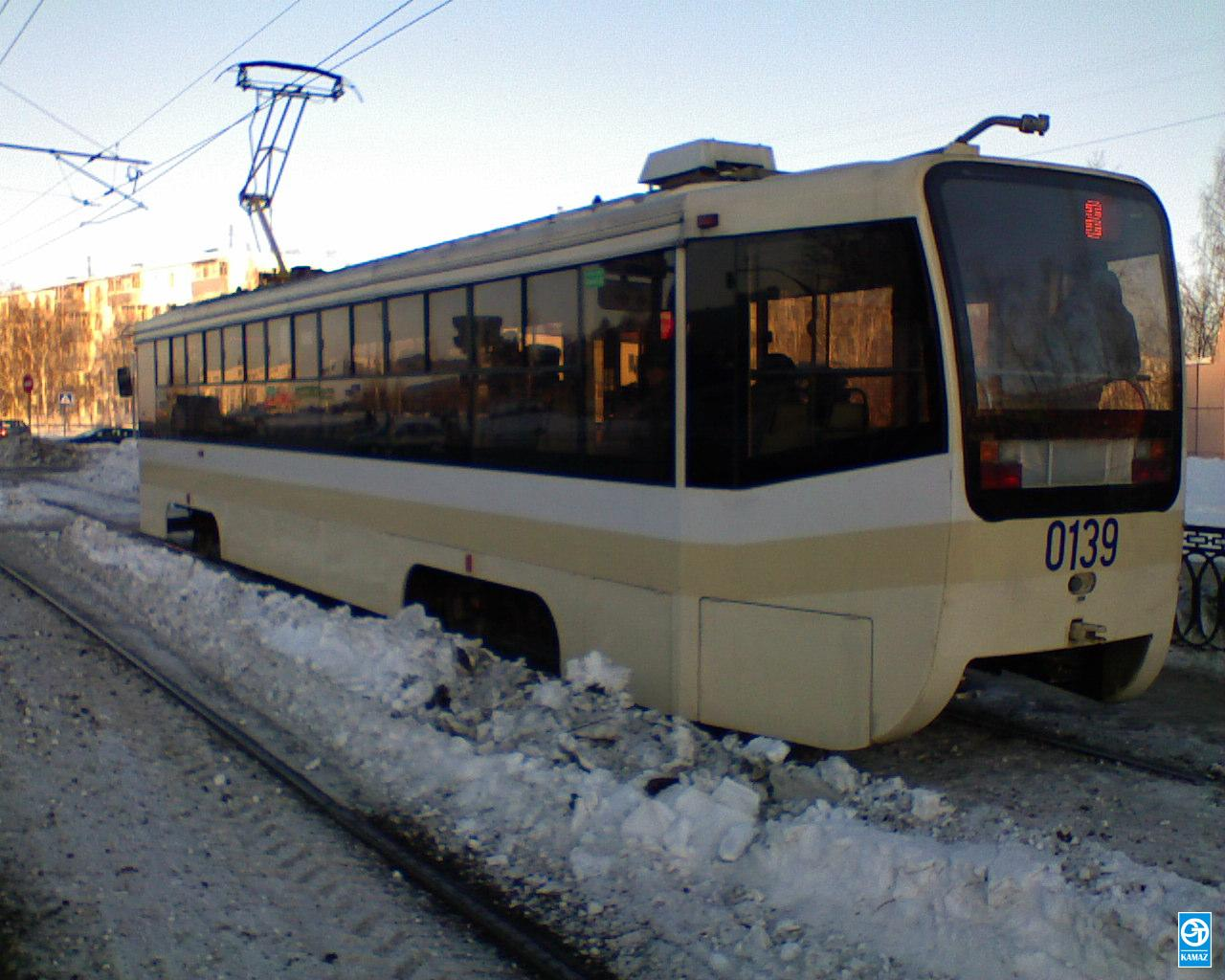
後方（ナーベレジヌイェ・チェルヌイ）

## モスクワ市電の車両について
ロシア連邦の首都・モスクワを走るモスクワ市電には、1999年の71-619（1両）以降多数の車両が導入されたが、2010年代以降71-931M "ヴィチャズM"を始めとした超低床電車の大量導入による高床式車両の置き換えが進んでおり、71-619および発展形式もその対象となっている。ただし、車齢が若いこれらの車両はシベリア地方を始めとしたロシア各地の路面電車への譲渡が積極的に行われている。

モスクワ市電時代
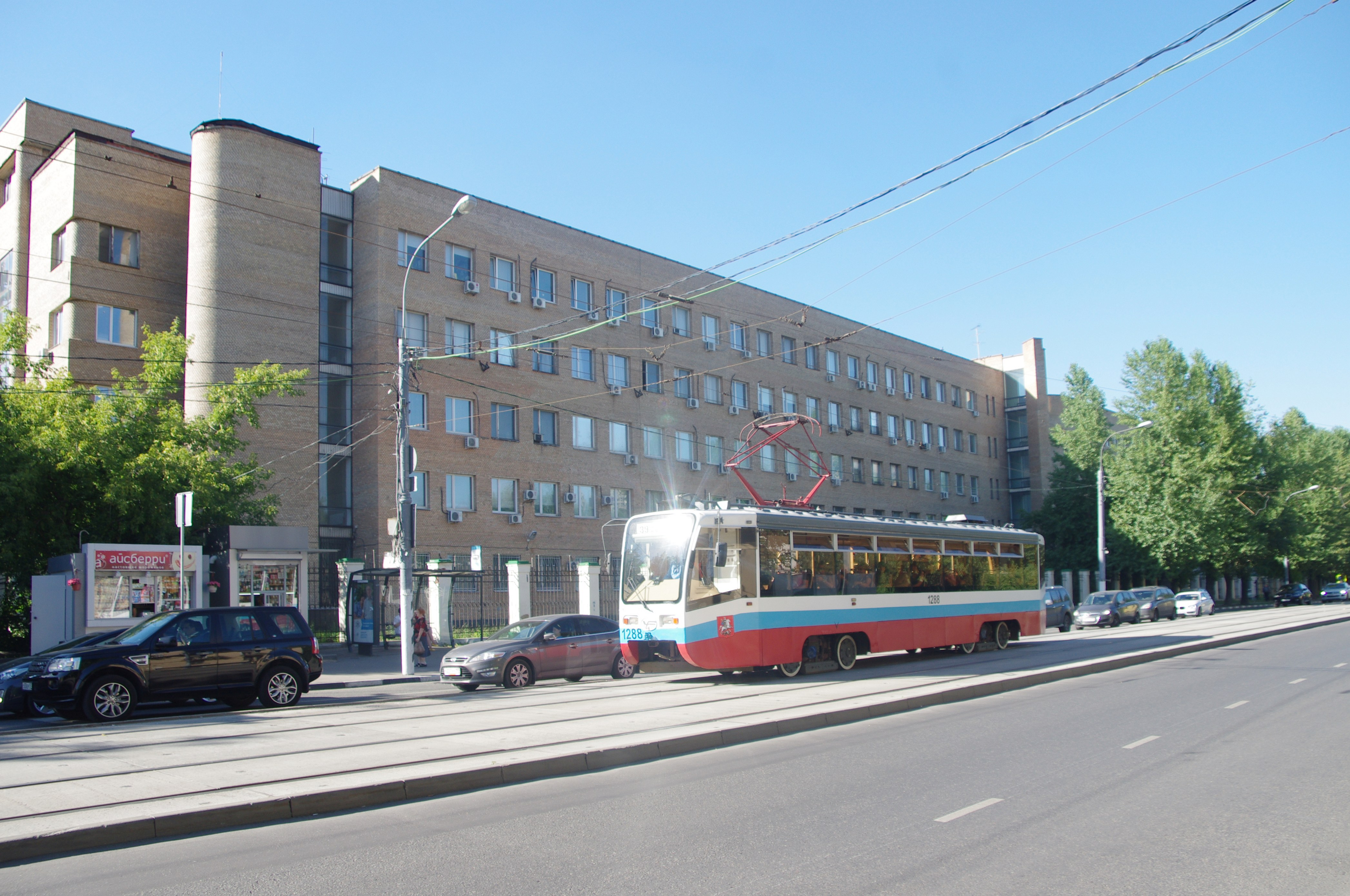
71-619K（モスクワ）
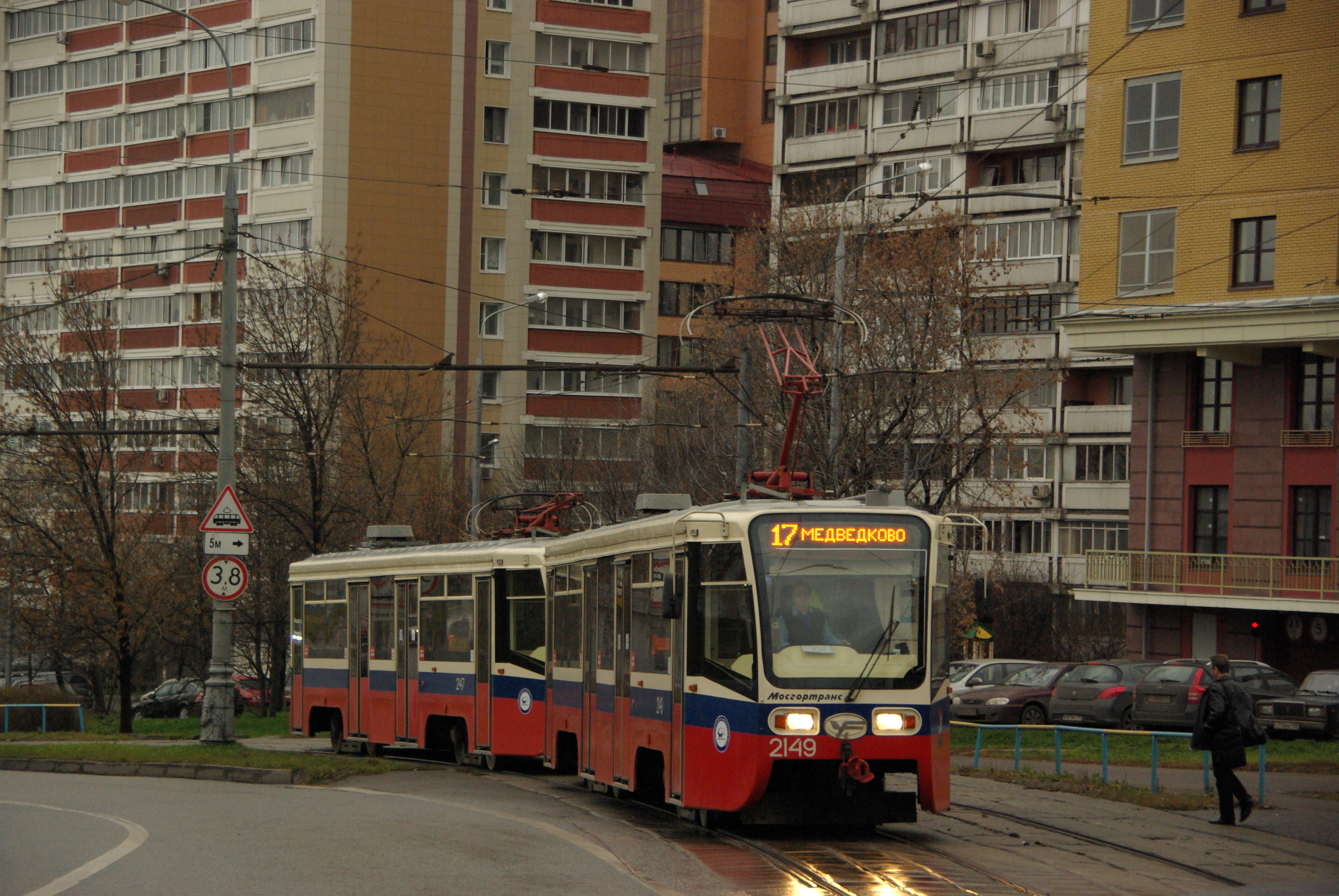
71-619KT（モスクワ）
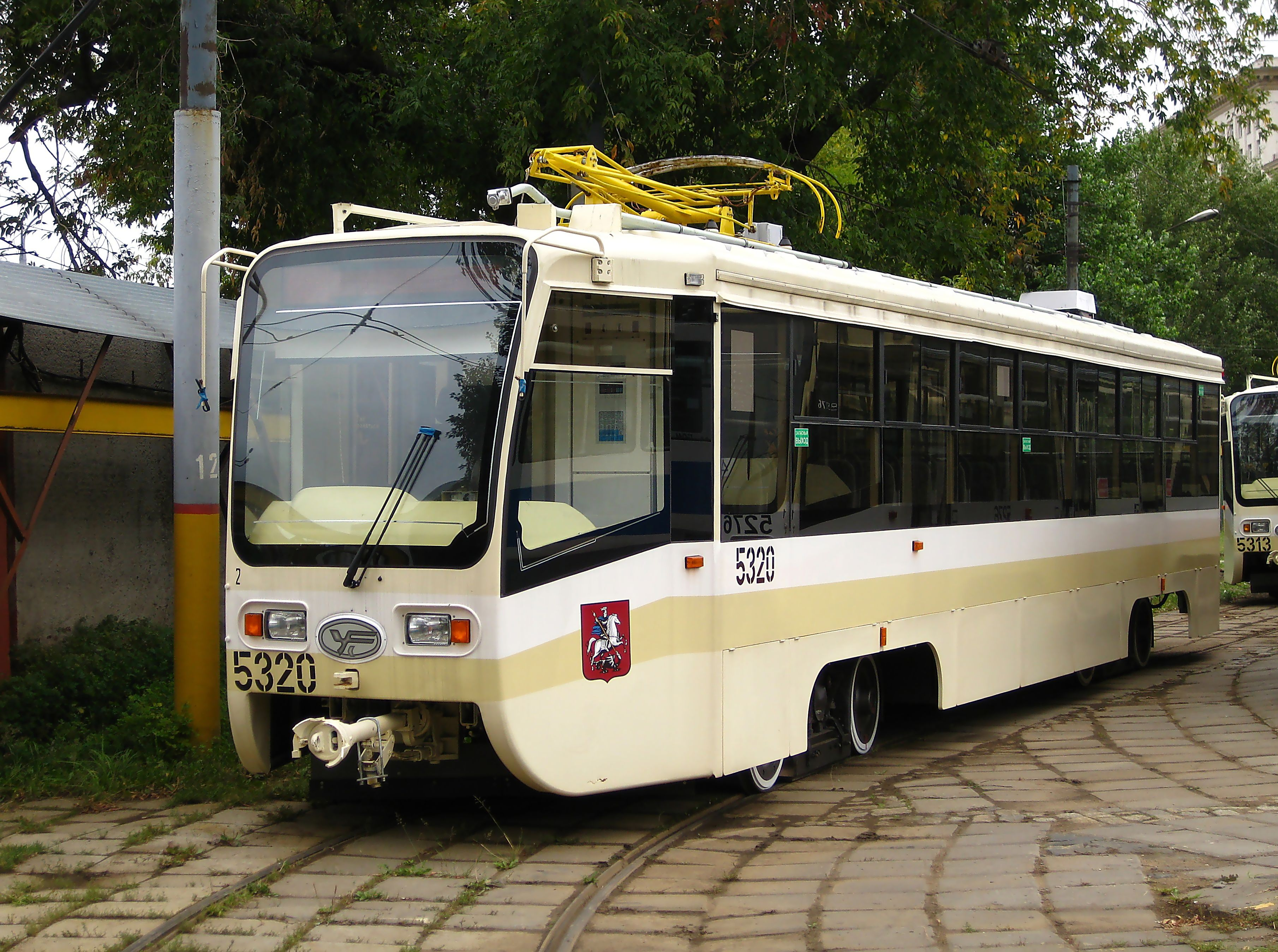
71-619A（モスクワ）
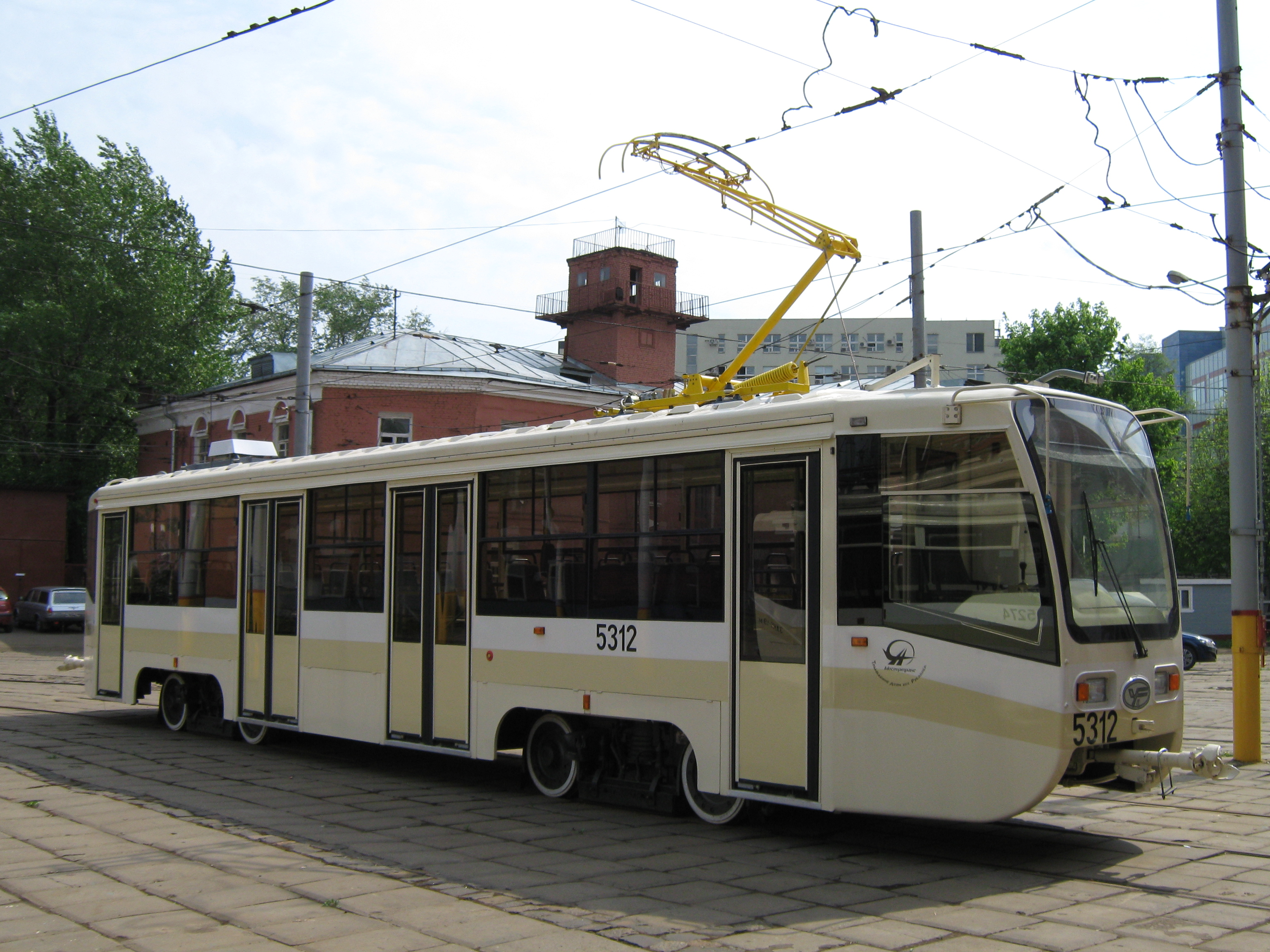
71-619A-01（モスクワ）

譲渡後
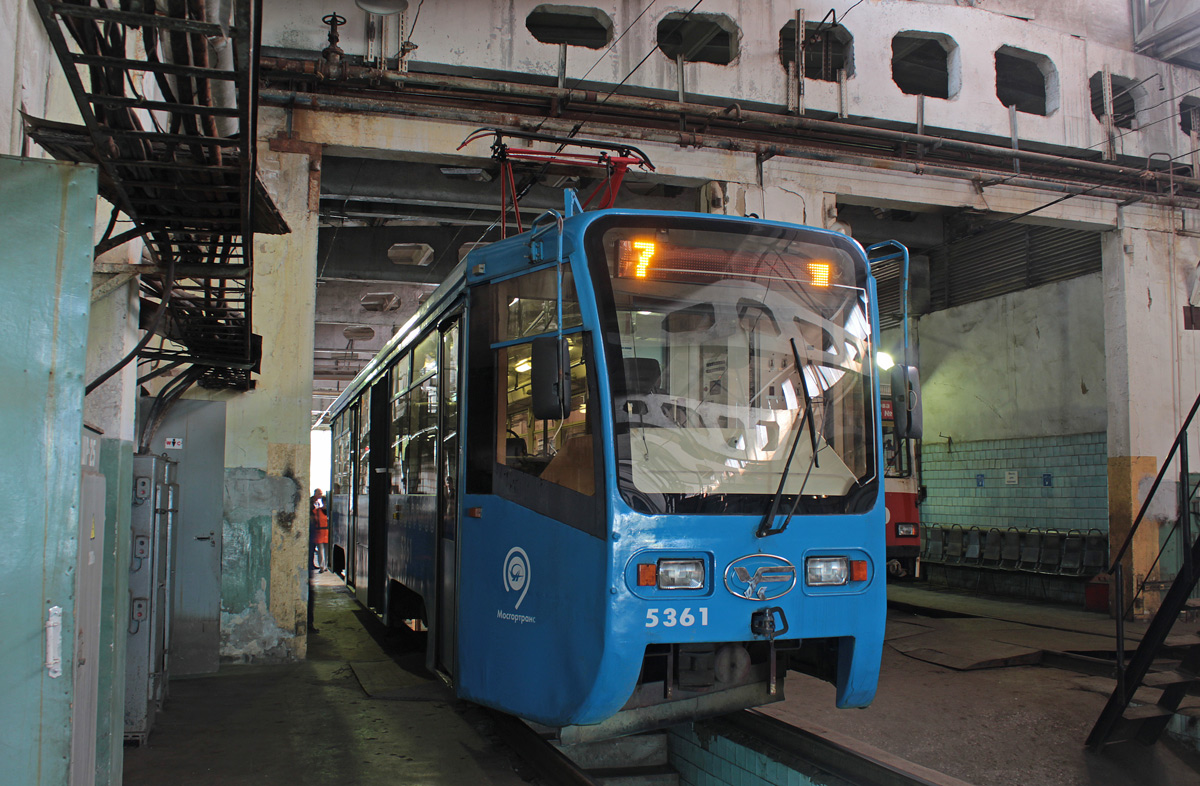
ヤロスラヴリ （ヤロスラヴリ市電）
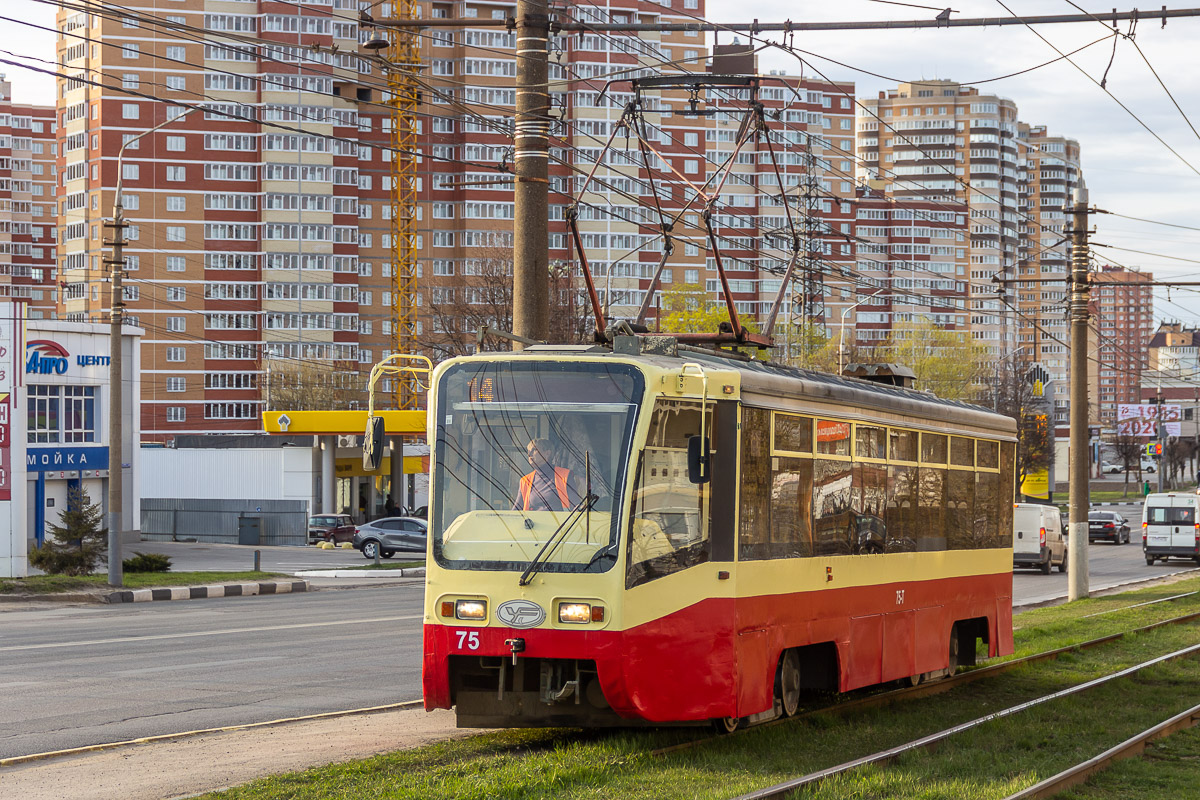
トゥーラ （トゥーラ市電）
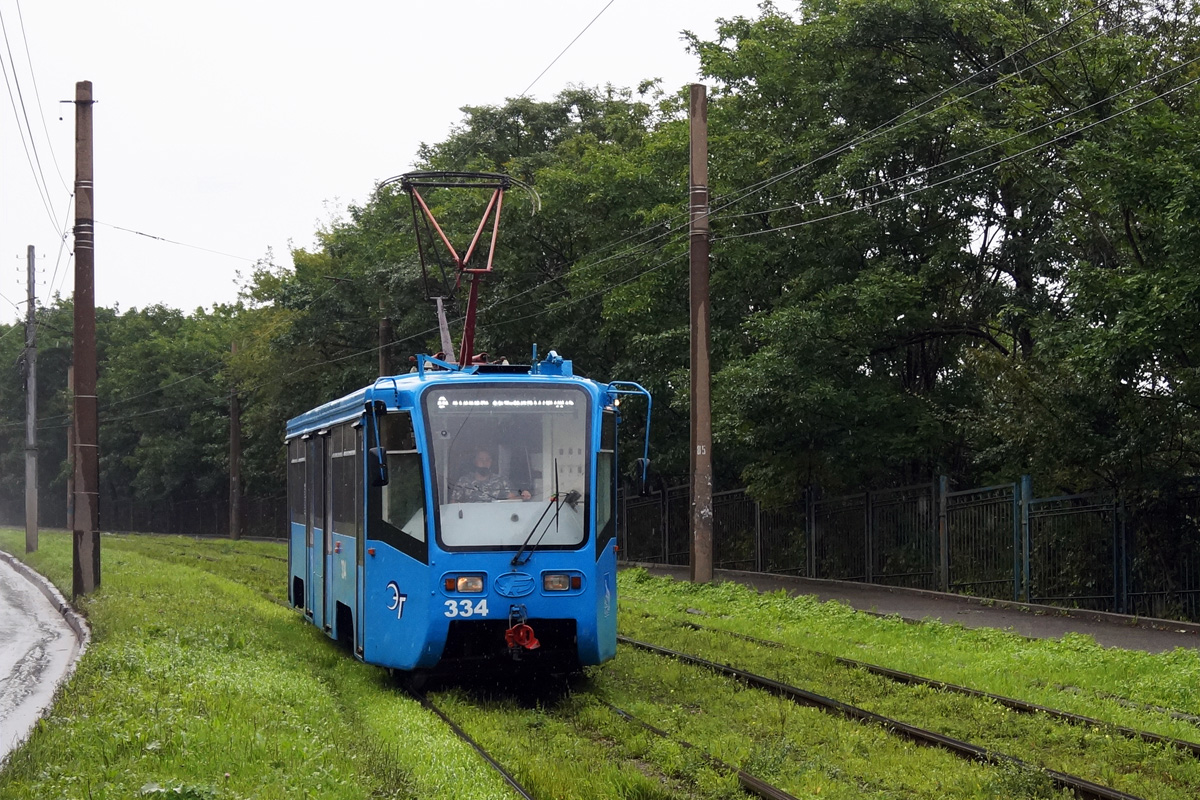
ウラジオストク （ウラジオストク市電）
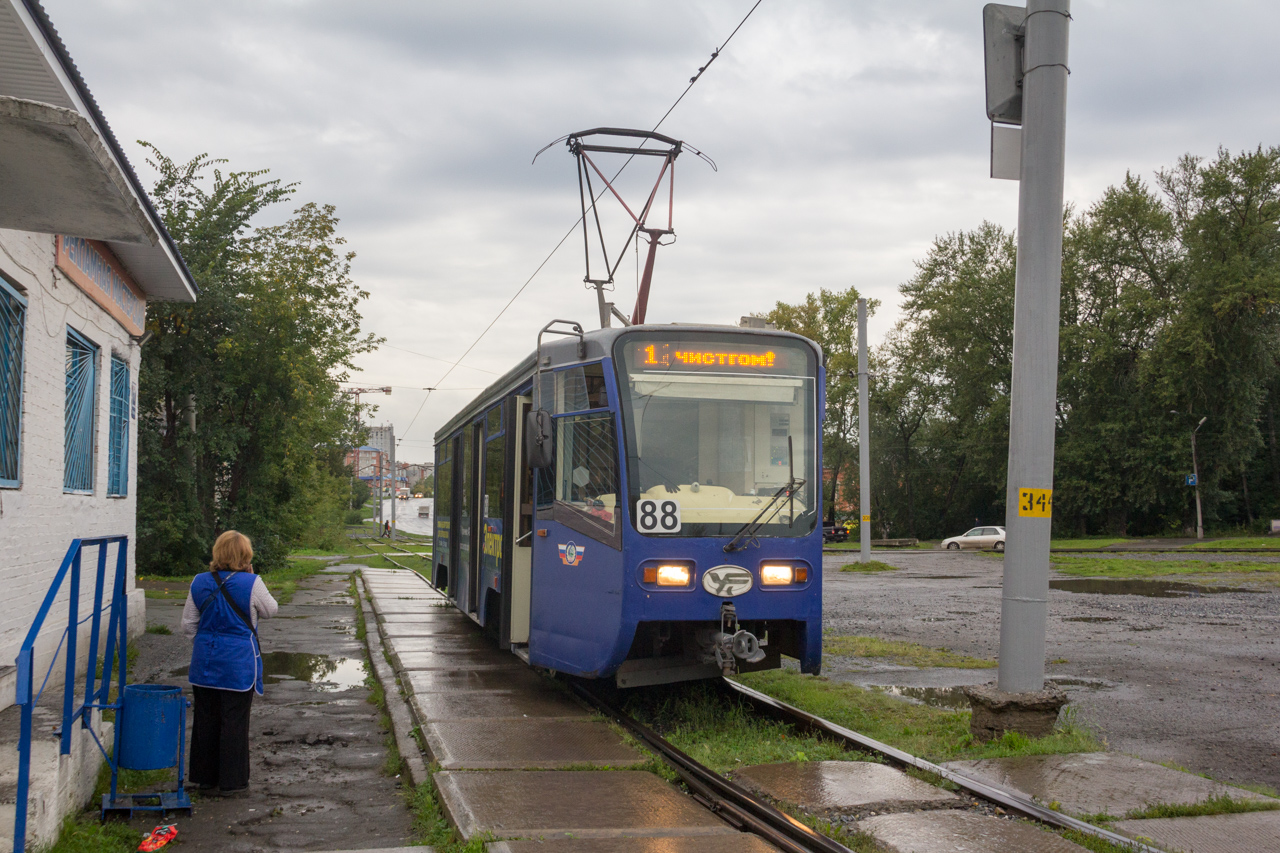
アチンスク （アチンスク市電）
トムスク （トムスク市電）

## 主要諸元
| KTM-19(71-619) 主要諸元 | KTM-19(71-619) 主要諸元 | KTM-19(71-619) 主要諸元                      | KTM-19(71-619) 主要諸元                      | KTM-19(71-619) 主要諸元                      | KTM-19(71-619) 主要諸元                        |
| ----------------------- | ----------------------- | -------------------------------------------- | -------------------------------------------- | -------------------------------------------- | ---------------------------------------------- |
| 形式                    | 形式                    | 71-619                                       | 71-619K                                      | 71-619KT                                     | 71-619A                                        |
| 運転台                  | 運転台                  | 片運転台                                     | 片運転台                                     | 片運転台                                     | 片運転台                                       |
| 軌間                    | 軌間                    | 1,524mm                                      | 1,524mm 1,435mm                              | 1,524mm 1,435mm                              | 1,524mm                                        |
| 最高速度                | 最高速度                | 75km/h                                       | 75km/h                                       | 75km/h                                       | 75km/h                                         |
| 着席定員                | 着席定員                | 32人                                         | 32人                                         | 32人                                         | 30人                                           |
| 定員                    | 乗客密度5人/m2時        | 126人                                        | 126人                                        | 126人                                        | 126人                                          |
| 定員                    | 乗客密度8人/m2時        | 176人                                        | 176人                                        | 176人                                        | 176人                                          |
| 車両重量                | 車両重量                | 20.0t                                        | 20.0t                                        | 20.0t                                        | 19.5t                                          |
| 全長                    | 全長                    | 15,400mm                                     | 15,400mm                                     | 15,400mm                                     | 15,400mm                                       |
| 全幅                    | 全幅                    | 2,500mm                                      | 2,500mm                                      | 2,500mm                                      | 2,500mm                                        |
| 車体高                  | 車体高                  | 3,160mm                                      | 3,160mm                                      | 3,160mm                                      | 3,160mm                                        |
| 全高 (集電装置含)       | 全高 (集電装置含)       | 3,850mm                                      | 3,850mm                                      | 3,850mm                                      | 3,850mm                                        |
| 固定軸距                | 固定軸距                | 1,940mm                                      | 1,940mm                                      | 1,940mm                                      | 1,940mm                                        |
| 台車中心間距離          | 台車中心間距離          | 7,350mm                                      | 7,350mm                                      | 7,350mm                                      | 7,350mm                                        |
| 主電動機出力            | 主電動機出力            | 50kw                                         | 50kw                                         | 50kw                                         | 50kw                                           |
| 出力                    | 出力                    | 200kw                                        | 200kw                                        | 200kw                                        | 200kw                                          |
| 制御方式                | 制御方式                | サイリスタ位相制御                           | 抵抗制御                                     | 抵抗制御                                     | VVVFインバータ制御                             |
| 制動装置                | 制動装置                | 発電ブレーキ ドラムブレーキ 電磁吸着ブレーキ | 発電ブレーキ ドラムブレーキ 電磁吸着ブレーキ | 回生ブレーキ ドラムブレーキ 電磁吸着ブレーキ | 回生ブレーキ ディスクブレーキ 電磁吸着ブレーキ |
| 脚注                    | 脚注                    | 1.                                           | 1.                                           | 1.                                           | 1.                                             |
| 参考                    | 参考                    | [ 1 ] [ 5 ]                                  | [ 1 ] [ 6 ]                                  | [ 9 ] [ 7 ]                                  | [ 10 ] [ 8 ]                                   |

## 関連形式

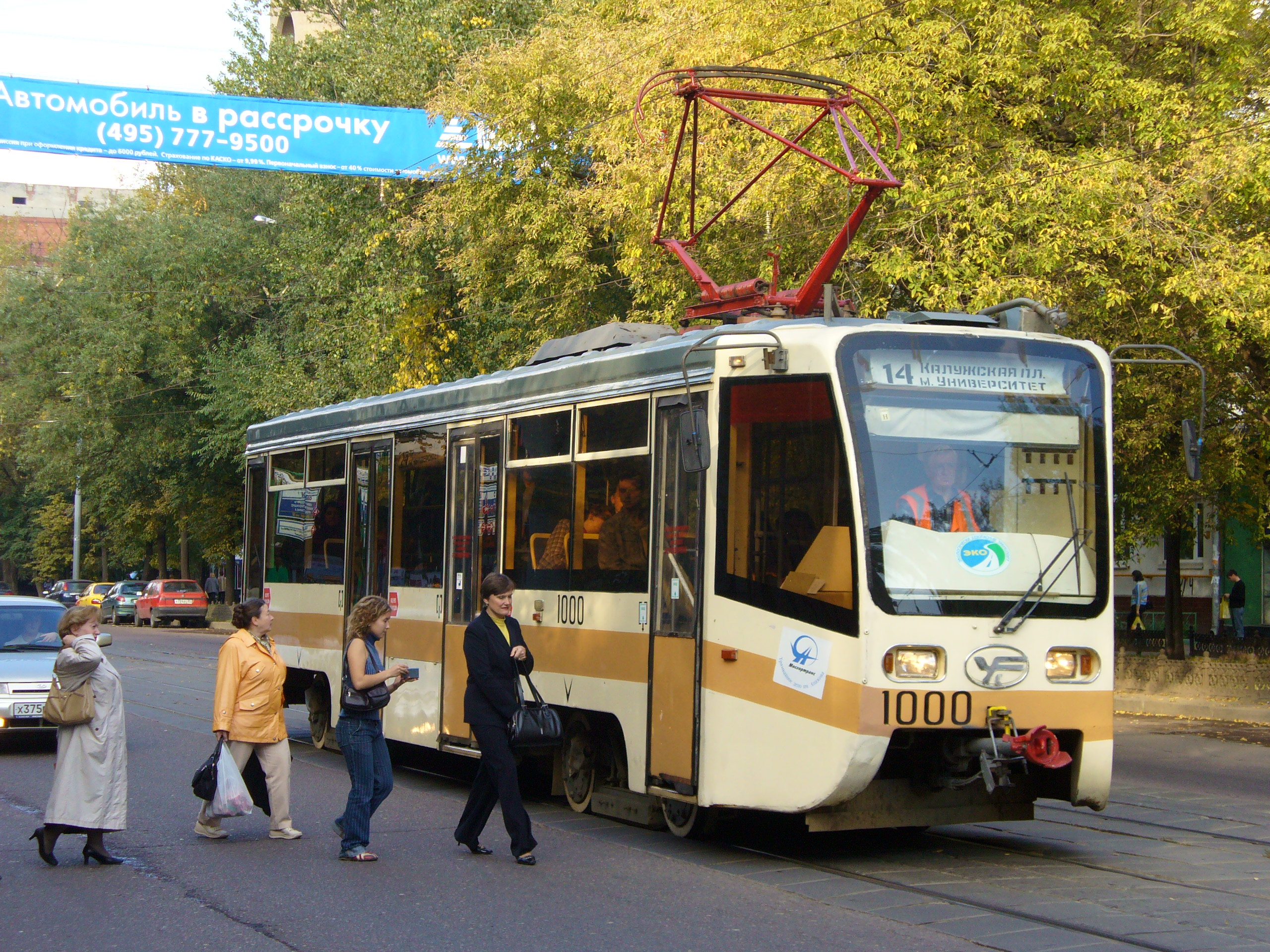
KTM-21（71-621）（モスクワ）

- KTM-21（71-621）（ロシア語版） - 車庫の構造上71-619の導入が困難であったモスクワ市電の一部線区へ向けて開発された、71-619から車体長を縮めた試作車[3][22][23]。